# Thanh sử cảo
| Nhị thập tứ sử | Nhị thập tứ sử | Nhị thập tứ sử              | Nhị thập tứ sử |
| -------------- | -------------- | --------------------------- | -------------- |
| STT            | Tên sách       | Tác giả                     | Số quyển       |
| 1              | Sử ký          | Tư Mã Thiên                 | 130            |
| 2              | Hán thư        | Ban Cố                      | 100            |
| 3              | Hậu Hán thư    | Phạm Diệp                   | 120            |
| 4              | Tam quốc chí   | Trần Thọ                    | 65             |
| 5              | Tấn thư        | Phòng Huyền Linh (chủ biên) | 130            |
| 6              | Tống thư       | Thẩm Ước                    | 100            |
| 7              | Nam Tề thư     | Tiêu Tử Hiển                | 59             |
| 8              | Lương thư      | Diêu Tư Liêm                | 56             |
| 9              | Trần thư       | Diêu Tư Liêm                | 36             |
| 10             | Ngụy thư       | Ngụy Thâu                   | 114            |
| 11             | Bắc Tề thư     | Lý Bách Dược                | 50             |
| 12             | Chu thư        | Lệnh Hồ Đức Phân (chủ biên) | 50             |
| 13             | Tùy thư        | Ngụy Trưng (chủ biên)       | 85             |
| 14             | Nam sử         | Lý Diên Thọ                 | 80             |
| 15             | Bắc sử         | Lý Diên Thọ                 | 100            |
| 16             | Cựu Đường thư  | Lưu Hú (chủ biên)           | 200            |
| 17             | Tân Đường thư  | Âu Dương Tu, Tống Kỳ        | 225            |
| 18             | Cựu Ngũ Đại sử | Tiết Cư Chính (chủ biên)    | 150            |
| 19             | Tân Ngũ Đại sử | Âu Dương Tu (chủ biên)      | 74             |
| 20             | Tống sử        | Thoát Thoát (chủ biên)      | 496            |
| 21             | Liêu sử        | Thoát Thoát (chủ biên)      | 116            |
| 22             | Kim sử         | Thoát Thoát (chủ biên)      | 135            |
| 23             | Nguyên sử      | Tống Liêm (chủ biên)        | 210            |
| 24             | Minh sử        | Trương Đình Ngọc (chủ biên) | 332            |
| -              | Tân Nguyên sử  | Kha Thiệu Mân (chủ biên)    | 257            |
| -              | Thanh sử cảo   | Triệu Nhĩ Tốn (chủ biên)    | 529            |

Thanh sử cảo (清史稿) là bản thảo một bộ tư liệu lịch sử về thời nhà Thanh, bắt đầu từ khi Nỗ Nhĩ Cáp Xích (hay Thanh Thái Tổ) lập ra nhà Thanh vào năm 1616 đến khi Cách mạng Tân Hợi kết thúc sự thống trị của nhà Thanh vào năm 1911. Thanh sử cảo được xem là một chính sử của Trung Quốc, tương đương với Nhị thập tứ sử.
Dự án biên soạn bộ tư liệu lịch sử này bắt đầu từ năm 1914. Vào năm đó, Viên Thế Khải lập ra Thanh sử quán và mời hơn 100 sử gia Trung Quốc do Triệu Nhĩ Tốn (趙爾巽) đứng đầu tới cùng biên soạn Thanh sử. Năm 1920, bản thảo sơ bộ lần thứ nhất hoàn thành. Năm 1926, bản thảo đã tu chính được hoàn thành. Tuy nhiên do chiến tranh khiến cho nguồn tài chính cho dự án biên soạn bị cắt từ năm 1927, người ta đã gấp rút đưa ra bản thảo để đem in. Năm 1928, Thanh sử được đem in. Năm 1929 được phát hành. Do bị mất nguồn tài chính, dự án buộc phải kết thúc sớm và kết quả là nó đã không hoàn chỉnh, vẫn còn ở trong giai đoạn sơ thảo. Các soạn giả công khai thừa nhận rằng bộ sử này còn có nhiều lỗi. Chính vì vậy bộ Thanh sử này thường được gọi là Thanh sử cảo (cảo nghĩa là bản thảo).
Đội ngũ biên soạn bộ sử này cũng cố gắng xây dựng một kết cấu giống các pho chính sử của các triều đại trước, nghĩa là bao gồm 4 phần.
- 本纪 (Bản ký), bao gồm các thông tin liên quan đến các vị hoàng đế nhà Thanh
- 志 (Chí), bao gồm các sự kiện xảy ra
- 表 (Biểu), bao gồm các nhân vật nổi tiếng của thời đại
- 列传 (Liệt truyện), bao gồm các thông tin liên quan đến các nhân vật nổi bật.

Toàn bộ Thanh sử cảo gồm 536 quyển, trong đó phần Bản ký gồm 25 quyển, phần Chí gồm 142 quyển, phần Biểu gồm 53 quyển, phần Liệt truyện gồm 316 quyển.
Bộ sử này bị phê phán là thiên vị chính quyền Trung Hoa Dân Quốc của Viên Thế Khải trong các nội dung về cuộc Cách mạng Tân Hợi. Nó thiếu các thông tin về các nhân vật lịch sử trong cuộc cách mạng mặc dù họ sinh ra vào trước thời điểm nhà Thanh chấm dứt sự tồn tại. Song nó lại có khá nhiều thông tin về các nhân vật sinh sau khi nhà Thanh sụp đổ.
Khoảng 1100 bản của Thanh sử cảo đã được xuất bản. Chính quyền Dân Quốc đã mang 400 bản tới các tỉnh miền Bắc và biên tập lại hai lần. Do đó mà Thanh sử cảo có những 3 phiên bản.
Năm 1961, chính quyền Trung Hoa Dân Quốc tại Đài Loan đã cho biên soạn bộ Thanh Sử trên cơ sở Thanh sử cảo, bổ sung thêm 21 chương và sửa lại các nội dung liên quan đến Cách mạng Tân Hợi. Tuy nhiên bộ sử sửa đổi này cũng không hoàn chỉnh vì nó được xuất bản vội vã với mục đích chính trị, phần nhiều lỗi trong Thanh Sử cảo vẫn không được sửa. Nước Cộng hòa Nhân dân Trung Hoa cũng đang tiến hành biên soạn một bộ Thanh sử khác dưới sự chủ trì của Đới Dật.

## Nội dung

### Bản kỉ
| Quyển    | Mục lục          | Nội dung              |  | Quyển    | Mục lục              | Nội dung                    |
| -------- | ---------------- | --------------------- |  | -------- | -------------------- | --------------------------- |
| quyển 1  | bản kỉ nhất      | Thái Tổ bản kỉ        |  | quyển 14 | bản kỉ thập tứ       | Cao Tông bản kỉ ngũ         |
| quyển 2  | bản kỉ nhị       | Thái Tông bản kỉ nhất |  | quyển 15 | bản kỉ thập ngũ      | Cao Tông bản kỉ lục         |
| quyển 3  | bản kỉ tam       | Thái Tông bản kỉ nhị  |  | quyển 16 | bản kỉ thập lục      | Nhân Tông bản kỉ            |
| quyển 4  | bản kỉ tứ        | Thế Tổ bản kỉ nhất    |  | quyển 17 | bản kỉ thập thất     | Tuyên Tông bản kỉ nhất      |
| quyển 5  | bản kỉ ngũ       | Thế Tổ bản kỉ nhị     |  | quyển 18 | bản kỉ thập bát      | Tuyên Tông bản kỉ nhị       |
| quyển 6  | bản kỉ lục       | Thánh Tổ bản kỉ nhất  |  | quyển 19 | bản kỉ thập cửu      | Tuyên Tông bản kỉ tam       |
| quyển 7  | bản kỉ thất      | Thánh Tổ bản kỉ nhị   |  | quyển 20 | bản kỉ nhị thập      | Văn Tông bản kỉ             |
| quyển 8  | bản kỉ bát       | Thánh Tổ bản kỉ tam   |  | quyển 21 | bản kỉ nhị thập nhất | Mục Tông bản kỉ nhất        |
| quyển 9  | bản kỉ cửu       | Thế Tông bản kỉ       |  | quyển 22 | bản kỉ nhị thập nhị  | Mục Tông bản kỉ nhị         |
| quyển 10 | bản kỉ thập      | Cao Tông bản kỉ nhất  |  | quyển 23 | bản kỉ nhị thập tam  | Đức Tông bản kỉ nhất        |
| quyển 11 | bản kỉ thập nhất | Cao Tông bản kỉ nhị   |  | quyển 24 | bản kỉ nhị thập tứ   | Đức Tông bản kỉ nhị         |
| quyển 12 | bản kỉ thập nhị  | Cao Tông bản kỉ tam   |  | quyển 25 | bản kỉ nhị thập ngũ  | Tuyên Thống hoàng đế bản kỉ |
| quyển 13 | bản kỉ thập tam  | Cao Tông bản kỉ tứ    |  |          |                      |                             |

### Chí
| Quyển    | Mục lục           | Nội dung            |  | Quyển     | Mục lục            | Nội dung                    |  | Quyển     | Mục lục                     | Nội dung                                                                                       |
| -------- | ----------------- | ------------------- |  | --------- | ------------------ | --------------------------- |  | --------- | --------------------------- | ---------------------------------------------------------------------------------------------- |
| quyển 26 | chí nhất          | Thiên văn nhất      |  | quyển 71  | chí tứ thập lục    | Địa lý thập bát             |  | quyển 116 | chí cửu thập nhất           | Chức quan tam                                                                                  |
| quyển 27 | chí nhị           | Thiên văn nhị       |  | quyển 72  | chí tứ thập thất   | Địa lý thập cửu             |  | quyển 117 | chí cửu thập nhị            | Chức quan tứ                                                                                   |
| quyển 28 | chí tam           | Thiên văn tam       |  | quyển 73  | chí tứ thập bát    | Địa lý nhị thập             |  | quyển 118 | chí cửu thập tam            | Chức quan ngũ                                                                                  |
| quyển 29 | chí tứ            | Thiên văn tứ        |  | quyển 74  | chí tứ thập cửu    | Địa lý nhị thập nhất        |  | quyển 119 | chí cửu thập tứ             | Chức quan lục                                                                                  |
| quyển 30 | chí ngũ           | Thiên văn ngũ       |  | quyển 75  | chí ngũ thập       | Địa lý nhị thập nhị         |  | quyển 120 | chí cửu thập ngũ            | Thực hóa nhất                                                                                  |
| quyển 31 | chí lục           | Thiên văn lục       |  | quyển 76  | chí ngũ thập nhất  | Địa lý nhị thập tam         |  | quyển 121 | chí cửu thập lục            | Thực hóa nhị                                                                                   |
| quyển 32 | chí thất          | Thiên văn thất      |  | quyển 77  | chí ngũ thập nhị   | Địa lý nhị thập tứ          |  | quyển 122 | chí cửu thập thất           | Thực hóa tam                                                                                   |
| quyển 33 | chí bát           | Thiên văn bát       |  | quyển 78  | chí ngũ thập tam   | Địa lý nhị thập ngũ         |  | quyển 123 | chí cửu thập bát            | Thực hóa tứ                                                                                    |
| quyển 34 | chí cửu           | Thiên văn cửu       |  | quyển 79  | chí ngũ thập tứ    | Địa lý nhị thập lục         |  | quyển 124 | chí cửu thập cửu            | Thực hóa ngũ                                                                                   |
| quyển 35 | chí thập          | Thiên văn thập      |  | quyển 80  | chí ngũ thập ngũ   | Địa lý nhị thập thất        |  | quyển 125 | chí nhất bách               | Thực hóa lục                                                                                   |
| quyển 36 | chí thập nhất     | Thiên văn thập nhất |  | quyển 81  | chí ngũ thập lục   | Địa lý nhị thập bát         |  | quyển 126 | chí nhất bách nhất          | Hà cừ nhất                                                                                     |
| quyển 37 | chí thập nhị      | Thiên văn thập nhị  |  | quyển 82  | chí ngũ thập thất  | lễ nhất (cát lễ nhất)       |  | quyển 127 | chí nhất bách nhị           | Hà cừ nhị                                                                                      |
| quyển 38 | chí thập tam      | Thiên văn thập tam  |  | quyển 83  | chí ngũ thập bát   | lễ nhị (cát lễ nhị)         |  | quyển 128 | chí nhất bách tam           | Hà cừ tam                                                                                      |
| quyển 39 | chí thập tứ       | Thiên văn thập tứ   |  | quyển 84  | chí ngũ thập cửu   | lễ tam (cát lễ tam)         |  | quyển 129 | chí nhất bách tứ            | Hà cừ tứ                                                                                       |
| quyển 40 | chí thập ngũ      | Dị tai nhất         |  | quyển 85  | chí lục thập       | lễ tứ (cát lễ tứ)           |  | quyển 130 | chí nhất bách ngũ           | Binh nhất                                                                                      |
| quyển 41 | chí thập lục      | Dị tai nhị          |  | quyển 86  | chí lục thập nhất  | lễ ngũ (cát lễ ngũ)         |  | quyển 131 | chí nhất bách lục           | Binh nhị                                                                                       |
| quyển 42 | chí thập thất     | Dị tai tam          |  | quyển 87  | chí lục thập nhị   | lễ lục (cát lễ lục)         |  | quyển 132 | chí nhất bách thất          | Binh tam                                                                                       |
| quyển 43 | chí thập bát      | Dị tai tứ           |  | quyển 88  | chí lục thập tam   | lễ thất (gia lễ nhất)       |  | quyển 133 | chí nhất bách bát           | Binh tứ                                                                                        |
| quyển 44 | chí thập cửu      | Dị tai ngũ          |  | quyển 89  | chí lục thập tứ    | lễ bát (gia lễ nhị)         |  | quyển 134 | chí nhất bách cửu           | Binh ngũ                                                                                       |
| quyển 45 | chí nhị thập      | Thời hiến nhất      |  | quyển 90  | chí lục thập ngũ   | lễ cửu (quân lễ)            |  | quyển 135 | chí nhất bách thập          | Binh lục                                                                                       |
| quyển 46 | chí nhị thập nhất | Thời hiến nhị       |  | quyển 91  | chí lục thập lục   | lễ thập (tân lễ)            |  | quyển 136 | chí nhất bách thập nhất     | Binh thất                                                                                      |
| quyển 47 | chí nhị thập nhị  | Thời hiến tam       |  | quyển 92  | chí lục thập thất  | lễ thập nhất (hung lễ nhất) |  | quyển 137 | chí nhất bách thập nhị      | Binh bát                                                                                       |
| quyển 48 | chí nhị thập tam  | Thời hiến tứ        |  | quyển 93  | chí lục thập bát   | lễ thập nhị (hung lễ nhị)   |  | quyển 138 | chí nhất bách thập tam      | Binh cửu                                                                                       |
| quyển 49 | chí nhị thập tứ   | Thời hiến ngũ       |  | quyển 94  | chí lục thập cửu   | nhạc nhất                   |  | quyển 139 | chí nhất bách thập tứ       | Binh thập                                                                                      |
| quyển 50 | chí nhị thập ngũ  | Thời hiến lục       |  | quyển 95  | chí thất thập      | nhạc nhị                    |  | quyển 140 | chí nhất bách thập ngũ      | Binh thập nhất                                                                                 |
| quyển 51 | chí nhị thập lục  | Thời hiến thất      |  | quyển 96  | chí thất thập nhất | nhạc tam                    |  | quyển 141 | chí nhất bách thập lục      | Binh thập nhị                                                                                  |
| quyển 52 | chí nhị thập thất | Thời hiến bát       |  | quyển 97  | chí thất thập nhị  | nhạc tứ                     |  | quyển 142 | chí nhất bách thập thất     | Hình pháp nhất                                                                                 |
| quyển 53 | chí nhị thập bát  | Thời hiến cửu       |  | quyển 98  | chí thất thập tam  | nhạc ngũ                    |  | quyển 143 | chí nhất bách thập bát      | Hình pháp nhị                                                                                  |
| quyển 54 | chí nhị thập cửu  | Địa lý nhất         |  | quyển 99  | chí thất thập tứ   | nhạc lục                    |  | quyển 144 | chí nhất bách thập cửu      | Hình pháp tam                                                                                  |
| quyển 55 | chí tam thập      | Địa lý nhị          |  | quyển 100 | chí thất thập ngũ  | nhạc thất                   |  | quyển 145 | chí nhất bách nhị thập      | Nghệ văn nhất-bộ kinh                                                                          |
| quyển 56 | chí tam thập nhất | Địa lý tam          |  | quyển 101 | chí thất thập lục  | nhạc bát                    |  | quyển 146 | chí nhất bách nhị thập nhất | Nghệ văn nhị-bộ sử                                                                             |
| quyển 57 | chí tam thập nhị  | Địa lý tứ           |  | quyển 102 | chí thất thập thất | Dư phục nhất                |  | quyển 147 | chí nhất bách nhị thập nhị  | Nghệ văn tam-bộ tử                                                                             |
| quyển 58 | chí tam thập tam  | Địa lý ngũ          |  | quyển 103 | chí thất thập bát  | Dư phục nhị                 |  | quyển 148 | chí nhất bách nhị thập tam  | Nghệ văn tứ-bộ tập                                                                             |
| quyển 59 | chí tam thập tứ   | Địa lý lục          |  | quyển 104 | chí thất thập cửu  | Dư phục tam                 |  | quyển 149 | chí nhất bách nhị thập tứ   | Giao thông nhất-thiết lộ                                                                       |
| quyển 60 | chí tam thập ngũ  | Địa lý thất         |  | quyển 105 | chí bát thập       | Dư phục tứ                  |  | quyển 150 | chí nhất bách nhị thập ngũ  | Giao thông nhị-luân thuyền                                                                     |
| quyển 61 | chí tam thập lục  | Địa lý bát          |  | quyển 106 | chí bát thập nhất  | Tuyển cử nhất               |  | quyển 151 | chí nhất bách nhị thập lục  | Giao thông tam-điện báo                                                                        |
| quyển 62 | chí tam thập thất | Địa lý cửu          |  | quyển 107 | chí bát thập nhị   | Tuyển cử nhị                |  | quyển 152 | chí nhất bách nhị thập thất | Giao thông tứ-bưu chính                                                                        |
| quyển 63 | chí tam thập bát  | Địa lý thập         |  | quyển 108 | chí bát thập tam   | Tuyển cử tam                |  | quyển 153 | chí nhất bách nhị thập bát  | Bang giao nhất-Nga La Tư                                                                       |
| quyển 64 | chí tam thập cửu  | Địa lý thập nhất    |  | quyển 109 | chí bát thập tứ    | Tuyển cử tứ                 |  | quyển 154 | chí nhất bách nhị thập cửu  | Bang giao nhị-Anh Cát Lợi                                                                      |
| quyển 65 | chí tứ thập       | Địa lý thập nhị     |  | quyển 110 | chí bát thập ngũ   | Tuyển cử ngũ                |  | quyển 155 | chí nhất bách tam thập      | Bang giao tam-Pháp Lan Tây                                                                     |
| quyển 66 | chí tứ thập nhất  | Địa lý thập tam     |  | quyển 111 | chí bát thập lục   | Tuyển cử lục                |  | quyển 156 | chí nhất bách tam thập nhất | Bang giao tứ-Mỹ Lợi Kiên                                                                       |
| quyển 67 | chí tứ thập nhị   | Địa lý thập tứ      |  | quyển 112 | chí bát thập thất  | Tuyển cử thất               |  | quyển 157 | chí nhất bách tam thập nhị  | Bang giao ngũ-Đức Ý Chí                                                                        |
| quyển 68 | chí tứ thập tam   | Địa lý thập ngũ     |  | quyển 113 | chí bát thập bát   | Tuyển cử bát                |  | quyển 158 | chí nhất bách tam thập tam  | Bang giao lục-Nhật Bản                                                                         |
| quyển 69 | chí tứ thập tứ    | Địa lý thập lục     |  | quyển 114 | chí bát thập cửu   | Chức quan nhất              |  | quyển 159 | chí nhất bách tam thập tứ   | Bang giao thất-Thụy Điển, Na Uy, Đan Mặc, Hòa Lan, Nhật Tư Ba Ni Á, Bỉ Lợi Thời, Nghĩa Đại Lợi |
| quyển 70 | chí tứ thập ngũ   | Địa lý thập thất    |  | quyển 115 | chí cửu thập       | Chức quan nhị               |  | quyển 160 | chí nhất bách tam thập ngũ  | Bang giao bát-Áo Tư Mã Gia, Bí Lỗ, Ba Tây, Bồ Đào Nha, Mặc Tây Ca, Cương Quả                   |

### Biểu
| Quyển     | Mục lục        | Nội dung                                |  | Quyển     | Mục lục            | Nội dung                               |  | Quyển     | Mục lục            | Nội dung                                                                    |
| --------- | -------------- | --------------------------------------- |  | --------- | ------------------ | -------------------------------------- |  | --------- | ------------------ | --------------------------------------------------------------------------- |
| quyển 161 | biểu nhất      | hoàng tử thế biểu nhất                  |  | quyển 179 | biểu thập cửu      | bộ viện đại thần niên biểu nhất hạ     |  | quyển 197 | biểu tam thập thất | cương thần niên biểu nhất (tổng đốc các tỉnh, hà đốc tào đốc phụ)           |
| quyển 162 | biểu nhị       | hoàng tử thế biểu nhị                   |  | quyển 180 | biểu nhị thập      | bộ viện đại thần niên biểu nhị thượng  |  | quyển 198 | biểu tam thập bát  | cương thần niên biểu nhị (tổng đốc các tỉnh, hà đốc tào đốc phụ)            |
| quyển 163 | biểu tam       | hoàng tử thế biểu tam                   |  | quyển 181 | biểu nhị thập nhất | bộ viện đại thần niên biểu nhị hạ      |  | quyển 199 | biểu tam thập cửu  | cương thần niên biểu tam (tổng đốc các tỉnh, hà đốc tào đốc phụ)            |
| quyển 164 | biểu tứ        | hoàng tử thế biểu tứ                    |  | quyển 182 | biểu nhị thập nhị  | bộ viện đại thần niên biểu tam thượng  |  | quyển 200 | biểu tứ thập       | cương thần niên biểu tứ (tổng đốc các tỉnh, hà đốc tào đốc phụ)             |
| quyển 165 | biểu ngũ       | hoàng tử thế biểu ngũ                   |  | quyển 183 | biểu nhị thập tam  | bộ viện đại thần niên biểu tam hạ      |  | quyển 201 | biểu tứ thập nhất  | cương thần niên biểu ngũ (tuần phủ các tỉnh)                                |
| quyển 166 | biểu lục       | công chúa biểu                          |  | quyển 184 | biểu nhị thập tứ   | bộ viện đại thần niên biểu tứ thượng   |  | quyển 202 | biểu tứ thập nhị   | cương thần niên biểu lục (tuần phủ các tỉnh)                                |
| quyển 167 | biểu thất      | ngoại thích biểu                        |  | quyển 185 | biểu nhị thập ngũ  | bộ viện đại thần niên biểu tứ hạ       |  | quyển 203 | biểu tứ thập tam   | cương thần niên biểu thất (tuần phủ các tỉnh)                               |
| quyển 168 | biểu bát       | chư thần phong tước thế biểu nhất       |  | quyển 186 | biểu nhị thập lục  | bộ viện đại thần niên biểu ngũ thượng  |  | quyển 204 | biểu tứ thập tứ    | cương thần niên biểu bát (tuần phủ các tỉnh)                                |
| quyển 169 | biểu cửu       | chư thần phong tước thế biểu nhị        |  | quyển 187 | biểu nhị thập thất | bộ viện đại thần niên biểu ngũ hạ      |  | quyển 205 | biểu tứ thập ngũ   | cương thần niên biểu cửu (các tướng quân đô thống đại thần vùng biên)       |
| quyển 170 | biểu thập      | chư thần phong tước thế biểu tam        |  | quyển 188 | biểu nhị thập bát  | bộ viện đại thần niên biểu lục thượng  |  | quyển 206 | biểu tứ thập lục   | cương thần niên biểu thập (các tướng quân đô thống đại thần vùng biên)      |
| quyển 171 | biểu thập nhất | chư thần phong tước thế biểu tứ         |  | quyển 189 | biểu nhị thập cửu  | bộ viện đại thần niên biểu lục hạ      |  | quyển 207 | biểu tứ thập thất  | cương thần niên biểu thập nhất (các tướng quân đô thống đại thần vùng biên) |
| quyển 172 | biểu thập nhị  | chư thần phong tước thế biểu ngũ thượng |  | quyển 190 | biểu tam thập      | bộ viện đại thần niên biểu thất thượng |  | quyển 208 | biểu tứ thập bát   | cương thần niên biểu thập nhị (các tướng quân đô thống đại thần vùng biên)  |
| quyển 173 | biểu thập tam  | chư thần phong tước thế biểu ngũ hạ     |  | quyển 191 | biểu tam thập nhất | bộ viện đại thần niên biểu thất hạ     |  | quyển 209 | biểu tứ thập cửu   | phiên bộ thế biểu nhất                                                      |
| quyển 174 | biểu thập tứ   | đại học sĩ niên biểu nhất               |  | quyển 192 | biểu tam thập nhị  | bộ viện đại thần niên biểu bát thượng  |  | quyển 210 | biểu ngũ thập      | phiên bộ thế biểu nhị                                                       |
| quyển 175 | biểu thập ngũ  | đại học sĩ niên biểu nhị                |  | quyển 193 | biểu tam thập tam  | bộ viện đại thần niên biểu bát hạ      |  | quyển 211 | biểu ngũ thập nhất | phiên bộ thế biểu tam                                                       |
| quyển 176 | biểu thập lục  | quân cơ đại thần niên biểu nhất         |  | quyển 194 | biểu tam thập tứ   | bộ viện đại thần niên biểu cửu thượng  |  | quyển 212 | biểu ngũ thập nhị  | giao sính niên biểu nhất (Trung Quốc cử)                                    |
| quyển 177 | biểu thập thất | quân cơ đại thần niên biểu nhị          |  | quyển 195 | biểu tam thập ngũ  | bộ viện đại thần niên biểu cửu hạ      |  | quyển 213 | biểu ngũ thập tam  | giao sính niên biểu nhị (các nước cử)                                       |
| quyển 178 | biểu thập bát  | bộ viện đại thần niên biểu nhất thượng  |  | quyển 196 | biểu tam thập lục  | bộ viện đại thần niên biểu thập        |  |           |                    |                                                                             |

### Liệt truyện
- quyển 214 liệt truyện nhất Hậu phi: Hiển Tổ Tuyên Hoàng hậu, Kế phi, Thái Tổ Hiếu Từ Cao Hoàng hậu, Nguyên phi, Kế phi, Đại phi, Thọ Khang Thái phi, Thái Tông Hiếu Đoan Văn Hoàng hậu, Hiếu Trang Văn Hoàng hậu, Mẫn Huệ Cung Hoà Nguyên phi, Ý Tĩnh Đại quý phi, Khang Huệ Thục phi, Thế Tổ Phế hậu, Hiếu Huệ Chương Hoàng hậu, Hiếu Khang Chương Hoàng hậu, Hiếu Hiến Hoàng hậu, Trinh phi, Thục Huệ phi, Thánh Tổ Hiếu Thành Nhân Hoàng hậu, Hiếu Chiêu Nhân Hoàng hậu, Hiếu Ý Nhân Hoàng hậu, Hiếu Cung Nhân Hoàng hậu, Kính Mẫn Hoàng quý phi, Định phi, Thông tần, Đôn Di Hoàng quý phi, Khác Huệ Hoàng quý phi, Thế Tông Hiếu Kính Hiến Hoàng hậu, Hiếu Thánh Hiến Hoàng hậu, Đôn Túc Hoàng quý phi, Thuần Khác Hoàng quý phi, Cao Tông Hiếu Hiền Thuần Hoàng hậu, Hoàng hậu Ô Lạp Na Lạp thị, Hiếu Nghi Thuần Hoàng hậu, Tuệ Hiền Hoàng quý phi, Thuần Huệ Hoàng quý phi, Khánh Cung Hoàng quý phi, Triết Mẫn Hoàng quý phi, Thục Gia Hoàng quý phi, Uyển Quý Thái phi, Nhân Tông Hiếu Thục Duệ Hoàng hậu, Hiếu Hoà Duệ Hoàng hậu, Cung Thuận Hoàng quý phi, Hoà Dụ Hoàng quý phi, Tuyên Tông Hiếu Mục Thành Hoàng hậu, Hiếu Thận Thành Hoàng hậu, Hiếu Toàn Thành Hoàng hậu, Hiếu Tĩnh Thành hoàng hậu, Trang Thuận Hoàng quý phi, Đồng Quý phi, Văn Tông Hiếu Đức Hiển Hoàng hậu, Hiếu Khâm Hiển Hoàng hậu, Trang Tĩnh Hoàng quý phi, Mân Quý phi, Đoan Khác Hoàng quý phi, Mục Tông Hiếu Triết Nghị Hoàng hậu, Thục Thận Hoàng quý phi, Trang Hòa Hoàng quý phi, Kính Ý Hoàng quý phi, Vinh Huệ Hoàng quý phi, Đức Tông Hiếu Định Cảnh Hoàng hậu, Đoan Khác Hoàng quý phi, Khác Thuận Hoàng quý phi, Tuyên Thống Hoàng Hậu, Thục phi.
- quyển 215 liệt truyện nhị: Chư vương nhất: Lễ Đôn, Tôn Sắc Lặc, Ngạch Nhĩ Cổn, Trai Kham, Tháp Sát Thiên Cổ, Nỗ Nhĩ Cáp Xích, Mục Nhĩ Cáp Tề, Vụ Đạt Hải, Thư Nhĩ Cáp Tề, A Mẫn, Cố Nhĩ Mã Hồn, Tế Nhĩ Cáp Lãng, Tế Độ, Lạt Bố, Nhã Bố, Đức Phái, Ba Nhĩ Kham, Ba Tắc, Phí Dương Vũ, Phó Lạt Tháp, Truân Tề, Nhã Nhĩ Cáp Tề, Ba Nhã Lạt
- quyển 216 liệt truyện tam: Chư vương nhị: Chử Anh, Đỗ Độ, Đỗ Nhĩ Hỗ, Mục Nhĩ Hỗ, Đặc Nhĩ Hỗ, Tát Bật, Ni Kham, Đại Thiện, Mãn Đạt Hải, Kiệt Thư, Nhạc Thác, La Lạc Hồn, Phúc Bành, Khách Nhĩ Sở Hồn, Ba Tư Cáp, Thạc Thác, Tát Cáp Lân, A Đạt Lễ, Lặc Khắc Đức Hồn, Lặc Nhĩ Cẩm, Tích Bảo, Ngõa Khắc Đạt, Mã Chiêm
- quyển 217 liệt truyện tứ: Chư vương tam: A Bái, Thang Cổ Đại, Mãng Cổ Nhĩ Thái, Tháp Bái, A Ba Thái, Nhạc Lạc, Bác Hòa Thác, Chương Thái, Bác Lạc, Tô Bố Đồ, Ba Bố Thái, Ba Bố Hải, Đức Cách Loại, A Tế Cách, Lại Mộ Bố
- quyển 218 liệt truyện ngũ: Chư vương tứ: Đa Nhĩ Cổn, Đa Đạc, Đa Ni, Đổng Ngạch, Đa Nhĩ Bác, Sát Ni, Phí Dương Quả
- quyển 219 liệt truyện lục: Chư vương ngũ: Hào Cách, Diệp Bố Thư, Thạc Tắc, Cao Tắc, Thường Thư, Thao Tắc, Bác Mục Bác Quả Nhĩ, Phúc Toàn, Thường Ninh, Long Hi
- quyển 220 liệt truyện thất: Chư vương lục: Doãn Thì, Doãn Nhưng, Doãn Chỉ, Doãn Kì, Doãn Hựu, Doãn Tự, Doãn Đường, Doãn Ngã, Doãn Đào, Doãn Tường, Hoằng Giao, Doãn Đề, Hoằng Xuân, Doãn Vu, Doãn Lễ, Doãn Y, Doãn Hi, Doãn Hỗ, Doãn Kỳ, Doãn Bí, Hoằng Huy, Hoằng Trú, Phúc Huệ
- quyển 221 liệt truyện bát: Chư vương thất: Vĩnh Hoàng, Vĩnh Liễn, Vĩnh Chương, Vĩnh Kỳ, Vĩnh Tông, Vĩnh Tuyền, Vĩnh Tinh, Vĩnh Cơ, Vĩnh Lân, Miên Khải, Miên Hân, Miên Du, Dịch Vĩ, Dịch Cương, Dịch Kế, Dịch Hân, Dịch Hoàn, Dịch Hỗ, Dịch Huệ
- quyển 222 liệt truyện cửu: tù trưởng Kiến Châu: A Cáp Xuất, Lý Mãn Trụ, Mạnh Đặc Mục, Vương Cảo, Vương Ngột Đường
- quyển 223 liệt truyện thập: tù trưởng tứ bộ Hải Tây Nữ Chân: Vương Đài, Hỗ Nhĩ Can, Mạnh Cách Bố Lộc, Ngô Nhĩ Cổ Đại, Thanh Giai Nỗ, Dương Cát Nỗ, Nạp Lâm Bố Lộc, Kim Đài Cát, Bố Trại, Bố Dương Cổ, Bố Chiếm Thái, Bái Âm Đạt Lý
- quyển 224 liệt truyện thập nhất: Trương Hoàng Ngôn, Trương Danh Chấn, Vương Dực, Trịnh Thành Công, Lý Định Quốc
- quyển 225 liệt truyện thập nhị: Ngạch Diệc Đô, Phí Anh Đông, Hà Hòa Lễ, An Phí Dương Cổ, Hô Nhĩ Hán
- quyển 226 liệt truyện thập nhị: Dương Cổ Lợi, Lao Tát, Đồ Lỗ Thập, Giác La Bái Sơn, Mạc Lặc Hồn, Thổ Mục Bố Lục, Lang Cầu, Ba Cáp Nạp, Mã Lạt Hi, A Lan Châu, Nạp Nhĩ Sát, Hô Sa, Đạt Âm Bố, Lãng Cách, Hòa Thác, Ung Thuấn, Mã Nhĩ Đang Đồ, Khách Lạt, Ba Đốc Lý, Mông A Đồ, Đạt Châu Hô
- quyển 227 liệt truyện thập tam: Thường Thư, Khang Quả Lễ, Cáp Cáp Nạp, Diệp Khắc Thư, Bác Nhĩ Tấn, Nhã Hi Thiện, Thư Tái, Cảnh Cố Lặc Đại, Dương Thiện, Lãnh Cách Lý, Tát Mục Thập Khách, Hồng Ni Nhã Khách, A Sơn
- quyển 228 liệt truyện thập tứ: Ngạch Nhĩ Đức Ni, Cát Cái, Đạt Hải, Ni Kham, Khố Nhĩ Triền, Anh Nga Nhĩ Đại, Mãn Đạt Nhĩ Hán, Minh An Đạt Lễ
- quyển 229 liệt truyện thập ngũ: Minh An, Ân Cách Loại, Bố Đang, Bố Nhan Đại, Ân Cách Đức Nhĩ, Cổ Nhĩ Bố Thập, Mãng Quả Nhĩ, Ngạc Tề Nhĩ Tang, Bố Nhĩ Khách Đồ, Bật Lạt Thập, Sắc Nhĩ Cách Khắc, A Tế Bái, Ân Cách Đồ, Ngạc Bản Đoái, Hòa Tế Cách Nhĩ, A Lại, Bố Diên, A Nhĩ Sa Hô, Ngạch Lâm Kì Đại Thanh, Đức Tham Tế Vượng, Da Nhĩ Tế Đạt Nhĩ Hãn, Kì Tháp Đặc Triệt Nhĩ Bối, Lạc Lý, Kì Tháp Đặc Vĩ Trưng, Ngạch Nhĩ Cách Lặc Châu Nhĩ, Khách Lan Đồ, Trát Khắc Thác Hội, Duyện Sở Khắc Đồ Anh, Hồn Tân, Sa Nhĩ Bố
- quyển 230 liệt truyện thập lục: Vũ Lý Kham, Vũ Nạp Cách, A Thập Đạt Nhĩ Hán, Hô Thập Bố, Mục Triệt Nạp, Ngạc Mạc Khắc Đồ, Khách Sơn, Tôn Đạt Lý, An Đạt Lập, Xước Bái, Bố Đan, Cát Tư Cáp, Ngô Ba Hải, Khang Khách Lặc, Thông Gia, Tát Bích Hàn
- quyển 231 liệt truyện thập bát: Đông Dưỡng Tính, Lý Vĩnh Phương, Thạch Đình Trụ, Mã Quang Viễn, Lý Tư Trung, Kim Ngọc Hòa, Vương Nhất Bình, Tôn Đắc Công, Trương Sĩ Ngạn, Kim Lệ
- quyển 232 liệt truyện thập cửu: Hi Phúc, Phạm Văn Trình, Ninh Hoàn Ngã, Bào Thừa Tiên
- quyển 233 liệt truyện nhị thập: Đồ Nhĩ Cách, Y Nhĩ Đăng, Ba Kì Lan, Đại Tùng A, A Nạp Hải, Ba Hán, Tế Nhĩ Cách Thân, Diệp Thần, Châu Mã Lạt
- quyển 234 liệt truyện nhị thập nhất: Khổng Hữu Đức, Cảnh Trọng Minh, Thượng Khả Hỉ, Thẩm Chí Tường, Tổ Đại Thọ, Tổ Khả Pháp, Tổ Trạch Viễn
- quyển 235 liệt truyện nhị thập nhị: Đồ Lại, Chuẩn Tháp, Y Nhĩ Đức, Nỗ Sơn, A Tế Cách, Ni Kham, Đông Hồ Lại
- quyển 236 liệt truyện nhị thập tam: Trần Thái, A Nhĩ Tân, Lý Quốc Hàn, Trác Bố Thái, Trác La, Ái Tinh A, Tốn Tháp
- quyển uyển 237 liệt truyện nhị thập tứ: Hồng Thừa Trù, Hạ Thành Đức, Mạnh Kiều Phương, Trương Văn Hành, Trương Tồn Nhân
- quyển 238 liệt truyện nhị thập ngũ: Tương Hách Đức, Ngạch Sắc Hách, Xa Khắc, Giác La Ba Cáp Nạp, Tống Quyền, Phó Dĩ Tiệm, Lã Cung
- quyển 239 liệt truyện nhị thập lục: Thẩm Văn Khuê, Lý Tê Phượng, Mã Quốc Trụ, Đinh Văn Thịnh, Chúc Thế Xương
- quyển 240 liệt truyện nhị thập thất: Lý Quốc Anh, Lưu Định Nguyên, Khố Lễ, Hồ Toàn Tài, Thân Triêu Kỉ, Vu Thì Dược, Ngô Cảnh Đạo, Lưu Thanh Thái, Trần Cẩm
- quyển 241 liệt truyện nhị thập bát: Khoa Nhĩ Côn, Giác Thiện, Cam Đô, Đàm Bái, Tịch Đặc Khố, Lam Bái, Ngạc Thạc
- quyển 242 liệt truyện nhị thập cửu: Giác La Quả Khoa, Đôn Bái, Tế Tịch Cáp, Cát Đạt Hồn, Đạt Tố
- quyển 243 liệt truyện tam thập: Sa Nhĩ Hổ Đạt, Lưu Chi Nguyên, Ba Sơn, Khách Khách Mộc, Lương Hóa Phượng, Lưu Phương Danh, Hồ Hữu Thăng, Dương Danh Cao
- quyển 244 liệt truyện tam thập nhất: Triệu Khai Tâm, Dương Nghĩa, Lâm Khởi Long, Chu Khắc Giản, Vương Mệnh Nhạc, Lý Sâm, Tiên, Ngụy Quản, Lý Nhân, Quý Khai Sinh, Trương Huyên
- quyển 245 liệt truyện tam thập nhị: Cương Lâm, Phùng Thuyên, Trần Danh Hạ, Trần Chi Lân, Lưu Chính Tông
- quyển 246 liệt truyện tam thập tam: Đàm Thái, Hà Lạc Hội, Tích Đồ Khố, Bác Nhĩ Huy, Lãnh Tăng Cơ
- quyển 247 liệt truyện tam thập tứ: Bành Nhi Thuật, Lục Chấn Phân, Diêu Diên Trứ, Tất Chấn Cơ, Phương Quốc Đống, Vu Bằng Cử, Vương Thiên Giám, Triệu Đình Tiêu
- quyển 248 liệt truyện tam thập ngũ: Hứa Định Quốc, Tả Mộng Canh, Điền Hùng, Trương Thiên Lộc, Tôn Khả Vọng
- quyển 249 liệt truyện tam thập lục: Sách Ni, Tô Khắc Tát Cáp, Át Tất Long, Ngao Bái, Ban Bố Nhĩ Thiện
- quyển 250 liệt truyện tam thập thất: Lý Úy, Tôn Đình Thuyên, Đỗ Lập Đức, Phùng Phổ, Vương Hi, Đệ Yên, Ngô Chính trị, Hoàng Cơ
- quyển 251 liệt truyện tam thập bát: Đồ Hải, Lý Chi Phương
- quyển 252 liệt truyện tam thập cửu: Cam Văn Hỗn, Phạm Thừa Mô, Mã Hùng Trấn, Phó Hoằng Liệt
- quyển 253 liệt truyện tứ thập: Mạc Lạc, Trần Phúc, Vương Chi Đỉnh, Lý Hưng Nguyên, Trần Khải Thái, Trần Đan Xích, Mã Bí, Diệp Ánh Lưu
- quyển 254 liệt truyện tứ thập nhất: Lãi Tháp, Mục Chiêm, Mãng Y Đồ, Phất Ni Liệt, Tất Lực Khắc Đồ, A Mật Đạt, Lạp Cáp Đạt, Căn Đặc, Tịch Bốc Thần
- quyển 255 liệt truyện tứ thập nhị: Trương Dũng, Triệu Lương Đống, Vương Tiến Bảo, Tôn Tư Khắc
- quyển 256 liệt truyện tứ thập tam: Thái Dục Vinh, Cáp Chiêm, Đổng Vệ Quốc, Chu Hữu Đức, Y Tịch
- quyển 257 liệt truyện tứ thập tứ: Triệu Quốc Tộ, Hứa Trinh, Từ Trị Đô, Đường Hi Thuận, Triệu Ứng Khuê, Lý Phương Thuật, Trần Thế Khải, Hứa Chiêm Khôi
- quyển 258 liệt truyện tứ thập ngũ: Hi Phúc, Ngạc Khắc Tốn, Lý Thiên Đồ, Hô Lý Bố, Ngạch Sở, Ngạch Tư Thái, Ngõa Đại, Ốc Thân, Hô Đồ, Kiệt Ân, Ngõa Nhĩ Khách
- quyển 259 liệt truyện tứ thập lục: Nghi Lý Bố, Cáp Khắc Tam, A Nhĩ Hộ, Lộ Thập, Nhã Lãi, Khoách Nhĩ Khôn, Vương Thừa Nghiệp
- quyển 260 liệt truyện tứ thập thất: Diêu Khải Thánh, Ngô Hưng Tộ, Thi Lang, Chu Thiên Quý
- quyển 261 liệt truyện tứ thập bát Dương Tiệp, Thạch Điều Thanh, Vạn Chính Sắc, Ngô Anh, Lam Lý, Hoàng Ngô, Phương Thái, Mục Hách Lâm, Đoàn Ứng Cử
- quyển 262 liệt truyện tứ thập cửu Ngụy Duệ Giới, Hùng Tứ Lý, Lý Quang Địa
- quyển 263 liệt truyện ngũ thập Vương Hoằng Tộ, Diêu Văn Nhiên, Ngụy Tượng Xu, Chu Chi Bật, Triệu Thân Kiều
- quyển 264 liệt truyện ngũ thập nhất Hác Duy Nột, Nhâm Khắc Phổ, Lưu Hồng Nho, Lưu Kiện, Chu Bùi, Trương Đình Xu
- quyển 265 liệt truyện ngũ thập nhị Thang Bân, Lục Lũng Kì, Trương Bá Hành
- quyển 266 liệt truyện ngũ thập tam Diệp Phương Ái, Thẩm Thuyên, Lệ Đỗ Nột, Từ Nguyên Củng, Hứa Tam Lễ, Vương Sĩ Trinh, Hàn Thảm, Thang Hữu Tăng
- quyển 267 liệt truyện ngũ thập tứ Trương Ngọc Thư, Lý Thiên Phức, Ngô Điển, Trương Anh, Trương Đình Toản, Trương Đình Lộ, Trần Đình Kính, Ôn Đạt, Mục Hòa Luân, Tiêu Vĩnh Tảo, Tung Chúc, Vương Húc Linh
- quyển 268 liệt truyện ngũ thập ngũ Mễ Tư Hàn, Lý Vinh Bảo, Cố Bát Đại, Mã Nhĩ Hán, Điền Lục Thiện, Đỗ Trăn, Tát Mục Cáp
- quyển 269 liệt truyện ngũ thập lục Sách Ngạch Đồ, Minh Châu, Dư Quốc Trụ, Phất Luân
- quyển 270 liệt truyện ngũ thập thất Hác Dục, Dương Tố Uẩn, Quách Tú
- quyển 271 liệt truyện ngũ thập bát Từ Can Học, Ông Thúc Nguyên, Vương Hồng Tự, Cao Sĩ Kì
- quyển 272 liệt truyện ngũ thập cửu Thang Nhược Vọng, Dương Quang Tiên, Nam Hoài Nhân
- quyển 273 liệt truyện lục thập Lý Suất Thái, Triệu Đình Thần, Lang Đình Tá, Đông Phương Thải, Ma Lặc Cát, Thi Duy Hàn
- quyển 274 liệt truyện lục thập nhất Dương Ung Kiến, Diêu Đế Ngu, Chu Hoằng Tộ, Vương Chất, Tống Lạc, Trần Sân
- quyển 275 liệt truyện lục thập nhị Cách Nhĩ Cổ Đức, Triệu Sĩ Lân, Quách Thế Long, Phó Lạp Tháp, Mã Như Long
- quyển 276 liệt truyện lục thập tam Thạch Lâm, Từ Triều, Bối Hòa Nặc, Phó Tễ, Tưởng Trần Tích, Lưu Ấm Xu, Âm Thái, Ngạc Hải, Vệ Ký Tề
- quyển 277 liệt truyện lục thập tứ Vu Thành Long, Bành Bằng, Trần Bân, Trần Bằng Niên, Thi Thế Luân
- quyển 278 liệt truyện lục thập ngũ Mộ Thiên Nhan, A Sơn, Cát Lễ
- quyển 279 liệt truyện lục thập lục Dương Phương Hưng, Chu Chi Tích, Cận Phụ, Trần Hoàng, Vu Thành Long, Trương Bằng Cách
- quyển 280 liệt truyện lục thập thất Lang Thản, Bằng Xuân, Tát Bố Tố, Mã Lạp
- quyển 281 liệt truyện lục thập bát Phí Dương Cổ, Mã Tư Khách, Đông Quốc Cương, A Nam Đạt, Cát Lặc Tháp Bố, Ân Hóa Hành, Phan Dục Long, Ngạch Luân Đặc
- quyển 282 liệt truyện lục thập cửu Khương Hi Triệt, Dư Tấn, Đức Cách Lặc, Trần Tử Chi, Nhâm Hoằng Gia, Cao Tằng Vân, Thẩm Khải Tăng, Cung Tường Lân, Cao Hà Xương
- quyển 283 liệt truyện thất thập: Giác La Vũ Mặc Nột, Thư Lan, Đồ Lý Sâm, Hà Quốc Tông
- quyển 284 liệt truyện thất thập nhất: Giác La Mãn Bảo, Thi Thế Phiếu, Lam Đình Trân, Lâm Lượng, Âu Dương Khải
- quyển 285 liệt truyện thất thập nhị: Vương Tử Thụ, Viên Châu Tá, Lê Sĩ Hoằng, Đa Hoằng An, Vương Nhu, Trương Mạnh Cầu
- quyển 286 liệt truyện thất thập tam: Vương Thiểm, Lao Chi Biện, Chu Thiên Bảo, Đào Di
- quyển 287 liệt truyện thất thập tứ: Đông Quốc Duy, Mã Tề, A Linh A, Quỹ Tự, Ngạc Luân Đại
- quyển 288 liệt truyện thất thập ngũ: Ngạc Nhĩ Thái, Trương Đình Ngọc
- quyển 289 liệt truyện thất thập lục: Chu Thức, Từ Nguyên Mộng, Tưởng Đình Tích, Mại Trụ, Điền Tùng Điển, Doãn Thái
- quyển 290 liệt truyện thất thập thất: Dương Danh Thì, Hoàng Thúc Lâm, Phương Bao, Vương Lan Sinh, Hồ Hú, Ngụy Đình Trân, Thái Thế Viễn, Thẩm Cận Tư, Lôi Hoành
- quyển 291 liệt truyện thất thập bát: Hải Vọng, Mãng Hộc Lập, Hàng Dịch Lộc, Phó Nãi, Trần Nghi, Lưu Sư Thứ
- quyển 292 liệt truyện thất thập cửu: Cao Kì Trác, Dương Tông Nhân, Khổng Dục Tuần, Bùi Hiển Độ, Đường Chấp Ngọc, Dương Vĩnh Bân
- quyển 293 liệt truyện bát thập: Lý Phất, Thái Thỉnh, Tạ Tế Thế, Trần Học Hải
- quyển 294 liệt truyện bát thập nhất: Lý Vệ, Điền Văn Kính, Hiến Đức, Nặc Mân, Trần Thì Hạ, Vương Sĩ Tuấn
- quyển 295 liệt truyện bát thập nhị: Long Khoa Đa, Niên Canh Nghiêu
- quyển 296 liệt truyện bát thập tam: Nhạc Chung Kì, Sách Lăng
- quyển 297 liệt truyện bát thập tứ: Tra Lang A, Phó Nhĩ Đan, Mã Nhĩ Tái, Khánh Phục, Trương Quảng Tứ
- quyển 298 liệt truyện bát thập ngũ: Cát Nhĩ Bật, Tra Khắc Đan, Thường Lãi, Cáp Nguyên Sinh, Đổng Phương, Tra Bật Nạp
- quyển 299 liệt truyện bát thập lục: Mã Hội Bá, Lộ Chấn Dương, Hàn Lương Phụ, Dương Thiên Tung, Vương Quận, Tống Ái
- quyển 300 liệt truyện bát thập thất: Thẩm Khởi Nguyên, Hà Sư Kiệm, Đường Kế Tổ, Mã Duy Hàn, Dư Điện, Vương Diệp Tư, Lưu Nhi Vị
- quyển 301 liệt truyện bát thập bát: Nột Thân, Phó Hằng, Phúc Linh An, Phúc Long An, Phúc Trường An, Phong Thân Tế Luân
- quyển 302 liệt truyện bát thập cửu: Từ Bản, Uông Do Đôn, Lai Bảo, Lưu Luân, Lưu Thống Huân, Lưu Dung
- quyển 303 liệt truyện cửu thập: Phúc Mẫn, Trần Thế Quan, Sử Di Trực, A Khắc Đôn, Tôn Gia Cam, Lương Thi Chính
- quyển 304 liệt truyện cửu thập nhất: Trương Chiếu, Cam Nhữ Lai, Trần Đức Hoa, Vương An Quốc, Lưu Ngô Long, Tần Huệ Điền, Bành Khải Phong, Mộng Lân
- quyển 305 liệt truyện cửu thập nhị: Tiền Trần Quần, Thẩm Đức Tiềm, Kim Đức Anh, Tề Triệu Nam, Đổng Bang Đạt, Tạ Dong, Vương Sưởng
- quyển 306 liệt truyện cửu thập tam: Tào Nhất Sĩ, Lý Thận Tu, Hồ Định, Trọng Vĩnh Đàn, Sài Triều Sinh, Trữ Lân Chỉ
- quyển 307 liệt truyện cửu thập tứ: Doãn Kế Thuận, Lưu Vu Nghĩa, Trần Đại Thụ, Trương Doãn Tùy, Trần Hoành Nam
- quyển 308 liệt truyện cửu thập ngũ: Na Tô Đồ, Dương Siêu Tăng, Từ Sĩ Lâm, Doãn Hội Nhất, Vương Thứ, Phương Hiển, Dương Tích Phất, Phan Tư Củ, Hồ Bảo Tuyền
- quyển 309 liệt truyện cửu thập lục: Thôi Kỉ, Khách Nhĩ Cát Thiện, Nhã Nhĩ Đồ, Yến Tư Thịnh, Hô Bảo, Vệ Triết Trị, Tô Xương, Hạc Niên, Ngô Đạt Thiện, Thôi Ứng Giai, Vương Kiểm, Ngô Sĩ Công
- quyển 310 liệt truyện cửu thập thất: Tề Tô Lặc, Kê Tăng Quân, Kê Hoàng, Cao Bân, Cao Tấn, Hoàn Nhan Vĩ, Cố Tông, Bạch Chung Sơn
- quyển 311 liệt truyện cửu thập bát: Cáp Phàn Long, Nhâm Cử, Dã Đại Hùng, Mã Lương Trụ, Bản Tiến Trung, Lưu Thuận
- quyển 312 liệt truyện cửu thập cửu: Phó Thanh, Lạp Bố Đôn, Ban Đệ, Ngạc Dong An, Nạp Mục Trát Nhĩ, Tam Thái
- quyển 313 liệt truyện nhất bách: Triệu Huệ, A Lý Cổn, Phong Thăng Ngạch, Thư Hách Đức
- quyển 314 liệt truyện nhất bách nhất: Sách Lăng, Ngọc Bảo, Đạt Nhĩ Đảng A, Cáp Đạt Cáp, Vĩnh Thường, Nhã Nhĩ Cáp Thiện, Phú Đức, Tát Lại Nhĩ
- quyển 315 liệt truyện nhất bách nhị: Cao Thiên Hỉ, Hòa Khởi, Đường Khách Lộc, A Mẫn Đạo, Mãn Phúc, Đậu Bân, Đoan Tế Bố
- quyển 316 liệt truyện nhất bách tam: Hô Nhĩ Khởi, Ái Long A, Thư Minh, Phúc Lộc, Tề Lý Khắc Tề, Diêm Tương Sư, Y Trụ, Nỗ Tam
- quyển 317 liệt truyện nhất bách tứ: Vương Vô Đảng, Ngô Tiến Nghĩa, Đàm Hành Nghĩa, Phàn Đình, Vũ Tiến Thăng, Phạm Dục Hiểu
- quyển 318 liệt truyện nhất bách ngũ: A Quế, A Địch Tư, A Tất Đạt
- quyển 319 liệt truyện nhất bách lục: Vu Mẫn Trung, Hòa Thân, Hòa Lâm, Tô Lăng A
- quyển 320 liệt truyện nhất bách thất: Tam Bảo, Vĩnh Quý, Thái Tân, Trình Cảnh Y, Lương Quốc Trị, Anh Liêm, Bành Nguyên Thụy, Kỉ Quân, Lục Tích Hùng, Lục Phí Trì
- quyển 321 liệt truyện nhất bách bát: Cửu Viết Tu, Ngô Thiệu Thi, Diêm Tuần Kì, Tào Tú Tiên, Chu Hoàng, Tào Văn Thực, Kim Giản
- quyển 322 liệt truyện nhất bách cửu: Đậu Quang Nãi, Lý Thấu Phương, Tào Tích Bảo, Tiền Phong, Doãn Tráng Đồ
- quyển 323 liệt truyện nhất bách thập: Hoàng Đình Quế, Ngạc Di Đạt, Dương Đình Chương, Trang Hữu Cung, Lý Thị Nghiêu, Ngũ Di Thái
- quyển 324 liệt truyện nhất bách thập nhất: Phương Quan Thừa, Phú Minh An, Chu Nguyên Lý, Lý Hãn, Lý Thế Kiệt, Viên Thủ Đồng, Lưu Nga, Lục Diệu, Quản Cán Trinh, Hồ Quý Đường
- quyển 325 liệt truyện nhất bách thập nhị: Lý Thanh Thì, Lý Hoành, Hà Vị, Ngô Tự Tước, Tát Tái, Lan Đệ Tích, Hàn Hành
- quyển 326 liệt truyện nhất bách thập tam: Khai Thái, A Nhĩ Thái, Quế Lâm, Ôn Phúc
- quyển 327 liệt truyện nhất bách thập tứ: Lưu Tảo, Dương Ứng Cư, Minh Thụy
- quyển 328 liệt truyện nhất bách thập ngũ: Thường Thanh, Lam Nguyên Mai, Thái Phàn Long, Đinh Triêu Hùng, Ngạc Huy, Thư Lượng
- quyển 329 liệt truyện nhất bách thập lục: Tống Nguyên Tuấn, Đổng Thiên Bật, Sài Đại Kỉ
- quyển 330 liệt truyện nhất bách thập thất: Phúc Khang An, Tôn Sĩ Nghị, Minh Lượng
- quyển 331 liệt truyện nhất bách thập bát: Hải Lan Sát, Khuê Lâm, Hòa Long Vũ, Ngạch Sâm Đặc, Phổ Nhĩ Phổ
- quyển 332 liệt truyện nhất bách thập cửu: Phúc Lặc Hồn, Lưu Bỉnh Điềm, Ngạc Bảo, Từ Tích, Giác La Đồ Tư Đức, Từ Tự Tăng, Trần Bộ Doanh, Tôn Vĩnh Thanh, Quách Thế Huân, Tất Nguyên
- quyển 333 liệt truyện nhất bách nhị thập: Ngũ Đại, Ngũ Phúc, Hải Lộc, Thành Đức, Mã Bưu, Thường Thanh, Quan Đạt Sắc, Ngao Thành, Đồ Khâm Bảo, Mộc Tháp Nhĩ, Đại Sâm Bảo, Ông Quả Nhĩ Hải, Châu Nhĩ Hàng A, Triết Sâm Bảo
- quyển 334 liệt truyện nhất bách nhị thập nhất: Mã Toàn, Tào Thuận, Khoa Mã, Thường Lộc Bảo, Quốc Hưng, Ba Tây Tát, Trát Lạp Phong A, Hứa Thế Hanh, Thai Phỉ Anh A, Hoa Liên Bố
- quyển 335 liệt truyện nhất bách nhị thập nhị: Phú Lăng A, Y Lặc Đồ, Hồ Quý, Du Kim Ngao, Cương Tháp
- quyển 336 liệt truyện nhất bách nhị thập tam: Diệp Sĩ Khoan, Giới Tích Chu, Phương Hạo, Kim Dung, Trương Duy Dần, Cố Quang Húc, Thẩm Thiện Phú, Phương Ngang, Đường Thị Bệ
- quyển 337 liệt truyện nhất bách nhị thập tứ: Lô Trác, Đồ Nhĩ Bỉnh A, A Tư Cáp, Cung Triệu Lân, Dương Cảnh Tố, Mẫn Ngạc Nguyên
- quyển 338 liệt truyện nhất bách nhị thập ngũ: Tắc Lăng Ngạch, Ngạc Xương, Bành Gia Bình, Lý Nhân Bồi, Thường An, Phúc Tung
- quyển 339 liệt truyện nhất bách nhị thập lục: Hằng Văn, Quách Nhất Dụ, Tưởng Châu, Dương Hạo, Cao Hằng, Cao Phác, Vương Đản Vọng, Lặc Nhĩ Cẩn, Trần Huy Tổ, Trịnh Nguyên Sương, Quốc Thái, Hác Thạc, Lương Khanh, Phương Thế Tuấn, Tiền Độ, Giác La Ngũ Lạp Nạp, Phổ Lâm
- quyển 340 liệt truyện nhất bách nhị thập thất: Vương Kiệt, Đổng Cáo, Chu Khuê
- quyển 341 liệt truyện nhất bách nhị thập bát: Khánh Quế, Lưu Quyền Chi, Đái Cù Hanh, Đái Quân Nguyên, Thác Tân, Chương Hú, Lô Ấm Phổ
- quyển 342 liệt truyện nhất bách nhị thập cửu: Bảo Ninh, Tùng Quân, Phú Tuấn
- quyển 343 liệt truyện nhất bách tam thập: Thư Lân, Giác La Cát Khánh, Giác La Trường Lân, Phí Thuần, Bách Linh, Bách Lân
- quyển 344 liệt truyện nhất bách tam thập nhất: Lặc Bảo, Ngạch Lặc Đăng Bảo, Đức Lăng Thái
- quyển 345 liệt truyện nhất bách tam thập nhị: Vĩnh Bảo, Huệ Linh, Nghi Miên, An Thiện, Phúc Ninh, Cảnh An, Tần Thừa Ân
- quyển 346 liệt truyện nhất bách tam thập tam: Hằng Thụy, Khánh Thành, Thất Thập Ngũ, Phú Chí Na
- quyển 347 liệt truyện nhất bách tam thập tứ: Dương Ngộ Xuân, La Tư Cử
- quyển 348 liệt truyện nhất bách tam thập ngũ: Tái Xung A, Luân Bố Xuân, Trát Khắc Tháp Nhĩ, Mã Du, Tiết Đại Liệt
- quyển 349 liệt truyện nhất bách tam thập lục: Vương Văn Hùng, Chu Xạ Đẩu, Mục Khắc Đăng Bố, Phú Thành, Thi Tấn, Viên Quốc Hoàng, Đức Linh, Bảo Hưng, Ngưng Đức, Đa Nhĩ Tế Trát Bố, Vương Khải, Vương Mậu Thưởng, Huệ Luân
- quyển 350 liệt truyện nhất bách tam thập thất: Lý Trường Canh, Vương Đắc Lộc, Khâu Lương Công, Hứa Tùng Niên, Hoàng Tiêu
- quyển 351 liệt truyện nhất bách tam thập bát: Thẩm Sơ, Kim Sĩ Tùng, Trâu Bỉnh Thái, Đái Liên Khuê, Vương Ý Tu, Hoàng Việt
- quyển 352 liệt truyện nhất bách tam thập cửu: Khương Thịnh, Kim Quang Đễ, Tổ Chi Vọng, Hàn Phong
- quyển 353 liệt truyện nhất bách tứ thập: Đạt Xuân, Thiết Bảo, Hòa Anh, Giác La Quế Phương
- quyển 354 liệt truyện nhất bách tứ thập nhất: Vạn Thừa Phong, Chu Hệ Anh, Tiền Việt, Tần Doanh, Lý Tông Hãn, Hàn Đỉnh Tấn, Chu Phương Tăng
- quyển 355 liệt truyện nhất bách tứ thập nhị: Khôi Luân, Quảng Hưng, Sơ Bành Linh
- quyển 356 liệt truyện nhất bách tứ thập tam: Hồng Lượng Cát, Quản Thế Minh, Cốc Tế Kì, Lý Trọng Chiêu, Thạch Thừa Tảo
- quyển 357 liệt truyện nhất bách tứ thập tứ: Ngô Hùng Quang, Uông Chí Y, Trần Đại Văn, Hùng Mai, Cừu Hành Giản, Phương Duy Điện, Đổng Giáo Tăng
- quyển 358 liệt truyện nhất bách tứ thập ngũ: Phùng Quang Hùng, Lục Hữu Nhân, Giác La Lang Can, Thanh An Thái, Thường Minh, Ôn Thừa Huệ, Nhan Kiểm
- quyển 359 liệt truyện nhất bách tứ thập lục: Nhạc Khởi, Kinh Đạo Can, Tạ Khải Côn, Lý Điện Đồ, Trương Sư Thành, Lý Dịch Trù, Tiền Khải, Hòa Thuấn Vũ
- quyển 360 liệt truyện nhất bách tứ thập thất: Tư Mã Đào, Vương Bỉnh Thao, Khang Cơ Điền, Ngô Kính, Từ Đoan, Trần Phượng Tường, Lê Thế Tự
- quyển 361 liệt truyện nhất bách tứ thập bát: Lưu Thanh, Phó Nãi, Nghiêm Như Dịch
- quyển 362 liệt truyện nhất bách tứ thập cửu: Phương Tích, Chu Nhĩ Hán, Dương Hộ, Liệu Dần, Trần Xương Tề, Chu Nhĩ Canh Ngạch, Tra Sùng Hoa
- quyển 363 liệt truyện nhất bách ngũ thập: Tào Chấn Dong, Văn Phu, Anh Hòa, Vương Đỉnh, Mục Chương A, Phan Thế Ân
- quyển 364 liệt truyện nhất bách ngũ thập nhất: Nguyễn Nguyên, Uông Đình Trân, Thang Kim Chiêu
- quyển 365 liệt truyện nhất bách ngũ thập nhị: Giác La Bảo Hưng, Tông Thất Kính Trưng, Tông Thất Hi Ân, Trần Quan Tuấn, Trác Bỉnh Điềm
- quyển 366 liệt truyện nhất bách ngũ thập tam: Tôn Ngọc Đình, Tương Du Tiêm, Lý Hồng Tân
- quyển 367 liệt truyện nhất bách ngũ thập tứ: Trường Linh, Na Ngạn Thành, Ngọc Lân
- quyển 368 liệt truyện nhất bách ngũ thập ngũ: Dương Phong, Vũ Long A, Trường Thanh, Đạt Lăng A, Cáp Phong A, Khánh Tường, Bích Xương
- quyển 369 liệt truyện nhất bách ngũ thập lục: Lâm Tắc Từ, Đặng Đình Trinh
- quyển 370 liệt truyện nhất bách ngũ thập thất: Kì Thiện, Y Lý Bố, Tông Thất Kì Anh
- quyển 371 liệt truyện nhất bách ngũ thập bát: Nhan Bá Đảo, Di Lương, Lưu Vận Kha, Ngưu Giám
- quyển 372 liệt truyện nhất bách ngũ thập cửu: Dụ Khiêm, Tạ Triều Ân, Trọng Tường, Quan Thiên Bồi, Trần Liên Thăng, Tường Phúc, Giang Kế Vân, Trần Hóa Thành, Hải Linh, Cát Vân Phi, Vương Tích Bằng, Trịnh Quốc Hồng, Chu Quý
- quyển 373 liệt truyện nhất bách lục thập tông thất Dịch Sơn, tông thất Dịch Kinh
- quyển 374 liệt truyện nhất bách lục thập nhất Diêu Văn Điền, Đái Đôn Nguyên, Chu Sĩ Ngạn, Hà Lăng Hán, Lý Chấn Hỗ, tông thất Ân Quế
- quyển 375 liệt truyện nhất bách lục thập nhị Bạch Dong, Sử Trí Nghiễm, Na Thanh An, Thăng Dần, Lý Tông Phưởng, Diêu Nguyên Chi, Hà Nhữ Lâm, Quý Chi Xương
- quyển 376 liệt truyện nhất bách lục thập tam Tân Tùng Ích, Trương Lân, Cố Cao, Thẩm Duy Kiều, Chu Vi Bật, Trình Ân Trạch, Ngô Kiệt
- quyển 377 liệt truyện nhất bách lục thập tứ Bào Quế Tinh, Cố Thuần, Ngô Hiếu Minh, Trần Hồng, Ngạc Mọc Thuận Ngạch, Từ Pháp Tích
- quyển 378 liệt truyện nhất bách lục thập ngũ Hoàng Trước Tư, Kim Ứng Lân, Trần Khánh Dong, Tô Đình Khôi, Chu Kì
- quyển 379 liệt truyện nhất bách lục thập lục Triệu Thận Chẩn, Lô Khôn, Đào Chú
- quyển 380 liệt truyện nhất bách lục thập thất Trần Nhược Lâm, Đái Tam Tích, Tôn Nhĩ Chuẩn, Trình Tổ Lạc, Dụ Thái, Hạ Trường Linh
- quyển 381 liệt truyện nhất bách lục thập bát Súy Thứa Doanh, Tả Phụ, Diêu Tổ Đồng, Trình Hàm Chương, Khang Thiệu Dong, Chu Quế Trinh, Trần Loan, Ngô Kì Tuấn, Trương Lễ Trung, Trương Nhật Trỉnh
- quyển 382 liệt truyện nhất bách lục thập cửu Hô Tùng Ngạch, Bố Ngạn Thái, Tát Nghênh A
- quyển 383 liệt truyện nhất bách thất thập Trương Văn Hạo, Nghiêm Lãng, Trương Tỉnh, Ngô Bang Khánh, Lật Dục Mĩ, Lân Khánh, Phan Tích Ân
- quyển 384 liệt truyện nhất bách thất thập nhất Lâm Bồi Hậu, Lý Tông Truyền, Vương Phượng Sinh, Du Đức Uyên, Diêu Oánh
- quyển 385 liệt truyện nhất bách thất thập nhị Đỗ Thụ Điền, Kì Tuyển Tảo, Ông Tâm Tồn, Bành Uẩn Chương
- quyển 386 liệt truyện nhất bách thất thập tam Văn Khánh, Văn Tường, Bảo Vân
- quyển 387 liệt truyện nhất bách thất thập tứ tông thất Túc Thuận, Mục Ấm, Khuông Nguyên, Tiêu Hựu Doanh, Trần Phu Ân
- quyển 388 liệt truyện nhất bách thất thập ngũ Quế Lương, Thụy Lân, Quan Văn, Văn Dục
- quyển 389 liệt truyện nhất bách thất thập lục Bách Tỏa, Lân Khôi, Thụy Thường, Toàn Khánh
- quyển 390 liệt truyện nhất bách thất thập thất Giả Trinh, Chu Tổ Bồi, Chu Phượng Tiêu, Đan Mậu Khiêm
- quyển 391 liệt truyện nhất bách thất thập bát Uy Nhân, Lý Đường Giai, Ngô Đình Đống
- quyển 392 liệt truyện nhất bách thất thập cửu Tái Nhượng A, Nột Nhĩ Kinh Ngạch
- quyển 393 liệt truyện nhất bách bát thập Lý Tinh Nguyên, Chu Thiên Tước, Lao Sùng Quang
- quyển 394 liệt truyện nhất bách bát thập nhất Từ Quảng Tấn, Diệp Danh Sâm, Hoàng Tông Hán
- quyển 395 liệt truyện nhất bách bát thập nhị Thường Đại Thuần, Tưởng Văn Khánh, Đào Ân Bồi, Cát Nhĩ Hàng A, La Tuân Điện, Từ Hữu Nhâm, Vương Hữu Linh
- quyển 396 liệt truyện nhất bách bát thập tam Ngô Văn Dong, Phan Đạc, Đặng Nhĩ Hằng
- quyển 397 liệt truyện nhất bách bát thập tứ Lục Kiến Doanh, Thanh Lân, Hà Quế Thanh
- quyển 398 liệt truyện nhất bách bát thập ngũ tông thất Tường Hậu, Thụy Xương
- quyển 399 liệt truyện nhất bách bát thập lục Lã Hiền Cơ, Trâu Minh Hạc, Đái Hi, Trương Phí, Hoàng Tông, Phùng Bồi Nguyên, Tôn Minh Ân, Thẩm Bỉnh Viên, Trương Tích Canh
- quyển 400 liệt truyện nhất bách bát thập thất Hà Quế Trân, Từ Phong Ngọc, Ôn Thiệu Nguyên, Kim Quang Trợ, Lý Mạnh Quần, Triệu Cảnh Hiền
- quyển 401 liệt truyện nhất bách bát thập bát Hướng Vinh, Hòa Xuân, Trương Quốc Lương
- quyển 402 liệt truyện nhất bách bát thập cửu Ô Lan Thái, Đặng Thiệu Lương, Chu Thiên Thụ, Nhiêu Đình Tuyển, Trương Ngọc Lương, Song Lai, Cù Đằng Long, Vương Quốc Tài, Hổ Khôn Nguyên, Đái Văn Anh
- quyển 403 liệt truyện nhất bách cửu thập Thăng Bảo, Thác Minh A, Trần Kim Thụ, Đức Hưng A
- quyển 404 liệt truyện nhất bách cửu thập nhất Tăng Cách Lâm Thấm
- quyển 405 liệt truyện nhất bách cửu thập nhị Tăng Quốc Phiên
- quyển 406 liệt truyện nhất bách cửu thập tam Lạc Bỉnh Chương, Hồ Lâm Dực
- quyển 407 liệt truyện nhất bách cửu thập tứ Giang Trung Nguyên, La Trạch Nam
- quyển 408 liệt truyện nhất bách cửu thập ngũ Lý Tục Tân, Lý Tục Nghi, Vương Trân, Lưu Đằng Hồng, Tưởng Ích Lễ
- quyển 409 liệt truyện nhất bách cửu thập lục Tháp Tề Bố, Đa Long A, Bào Siêu, Đường Nhân Liêm, Lưu Tùng Sơn
- quyển 410 liệt truyện nhất bách cửu thập thất Bành Ngọc Lân, Dương Nhạc Bân
- quyển 411 liệt truyện nhất bách cửu thập bát Lý Hồng Chương
- quyển 412 liệt truyện nhất bách cửu thập cửu Tả Tông Đường
- quyển 413 liệt truyện nhị bách Tăng Quốc Thuyên, Thẩm Bảo Trinh, Lưu Khôn Nhất
- quyển 414 liệt truyện nhị bách nhất Lý Thần Điển, Tiêu Phu Tứ, Chu Hồng Chương, Lưu Liên Tiệp, Bành Dục Quất, Trương Thi Nhật
- quyển 415 liệt truyện nhị bách nhị Hoàng Dực Thăng, Lý Thành Mưu, Lý Triêu Bân, Lưu Bồi Nguyên
- quyển 416 liệt truyện nhị bách tam Trình Học Khải, Lưu Minh Truyền, Trương Thụ San, Chu Thịnh Ba
- quyển 417 liệt truyện nhị bách tứ Đô Hưng A, Phú Minh A, Thư Bảo, Y Hưng Ngạch, Quan Bảo
- quyển 418 liệt truyện nhị bách ngũ Viên Giáp Tam, Mao Sưởng Hi
- quyển 419 liệt truyện nhị bách lục Lưu Trường Hựu, Lưu Nhạc Chiêu, Sầm Dục Anh
- quyển 420 liệt truyện nhị bách thất Hàn Siêu, Điền Hưng Thứ, Tăng Bích Quang, Tịch Bảo Điền
- quyển 421 liệt truyện nhị bách bát Thẩm Triệu Lâm, Tào Dục Anh, Hứa Nãi Phổ, Triệu Quang, Chu Tôn, Lý Hạm, Trương Tường Hà, La Đôn Diễn, Trịnh Đôn Cẩn, Bàng Chung Lộ
- quyển 422 liệt truyện nhị bách cửu Vương Mậu Ấm, Tống Tấn, Viên Hi Tổ, Văn Thụy, Từ Kế Dư, Vương Phát Quế, Liêm Triệu Luân, Lôi Dĩ Hàm, Đào Lương, Ngô Tồn Nghĩa, Ân Triệu Dong
- quyển 423 liệt truyện nhị bách thập Tông Tắc Thần, Doãn Canh Vân, Vương Chửng, Mục Tập Hương A, Du Bách Xuyên
- quyển 424 liệt truyện nhị bách thập nhất Ngô Chấn Vực, Trương Lượng Cơ, Mao Hồng Tân, Trương Khải Tung
- quyển 425 liệt truyện nhị bách thập nhị Lý Huệ, Ngô Đường, Anh Hàn, Lưu Dong, Kiều Tùng Niên, Tiền Đỉnh Minh, Ngô Nguyên Bỉnh
- quyển 426 liệt truyện nhị bách thập tam Vương Khánh Vân, Đàm Đình Tương, Mã Tân Di, Lý Tông Hi, Từ Tông Cán, Vương Khải Thái, Quách Bách Ấm
- quyển 427 liệt truyện nhị bách thập tứ Vương Ý Đức, Tăng Vọng Nhan, Giác La Kì Linh, Phúc Tế, Ông Đồng Thư, Nghiêm Thụ Sâm
- quyển 428 liệt truyện nhị bách thập ngũ Tần Định Tam, Trịnh Khôi Sĩ, Phó Chấn Bang, Khâu Liên Ân, Hoàng Khai Bảng, Trần Quốc Thụy, Quách Bảo Xương
- quyển 429 liệt truyện nhị bách thập lục Giang Trung Nghĩa, Chu Khoan Thế, Thạch Thanh Cát, Dư Tế Xương, Lâm Văn Sát, Triệu Đức Quang, Trương Văn Đức
- quyển 430 liệt truyện nhị bách thập thất Lôi Chính Oản, Đào Mậu Lâm, Tào Khắc Trung, Hồ Trung Hòa, Chu Đạt Vũ, Lý Huy Vũ, Đường Hữu Canh
- quyển 431 liệt truyện nhị bách thập bát Quách Tùng Lâm, Lý Trường Lạc, Dương Đỉnh Huân, Đường Điện Khôi, Đường Định Khuê, Đằng Tự Vũ, Lạc Quốc Trung
- quyển 432 liệt truyện nhị bách thập cửu Tiêu Khải Giang, Trương Vận Lan, Đường Huấn Phương, Tưởng Ngưng Học, Trần Thực, Lý Nguyên Độ
- quyển 433 liệt truyện nhị bách nhị thập Kim Quốc Sâm, Hoàng Thuần Hi, Ngô Khôn Tu, Khang Quốc Khí, Lý Hạc Chương, Ngô Dục Lan
- quyển 434 liệt truyện nhị bách nhị thập nhất Thẩm Lệ Huy, Đặng Nhân Khôn, Dư Bỉnh Đảo, Lật Diệu, Chu Tôn Di, Sử Trí Ngạc, Lưu Tuân Cao, Chu Thiện Trương, Hoàng Phụ Thần
- quyển 435 liệt truyện nhị bách nhị thập nhị Hoa Nhĩ, Lặc Bá Lặc Đông, Pháp Nhĩ Đệ Phúc, Qua Đăng, Nhật Ý Cách, Đức Khắc Bi, Hách Đức, Bạch Lê
- quyển 436 liệt truyện nhị bách nhị thập tam Thẩm Quế Phân, Lý Hồng Tảo, Ông Đồng Hòa, Tôn Dục Vấn
- quyển 437 liệt truyện nhị bách nhị thập tứ Vinh Lộc, Vương Văn Thiều, Trương Chi Đỗng, Cù Hồng Ki
- quyển 438 liệt truyện nhị bách nhị thập ngũ Diêm Kính Minh, Trương Chi Vạn, Lộc Truyền Lâm, Lâm Thiệu Niên
- quyển 439 liệt truyện nhị bách nhị thập lục Cảnh Liêm, Ngạch Lặc Hòa Bố, Hứa Canh Thân, Tiền Ứng Phổ, Liệu Thọ Hằng Trai, Vinh Khánh, Na Đồng, Đái Hồng Từ
- quyển 440 liệt truyện nhị bách nhị thập thất Anh Quế, tông thất Tái Linh, Ân Thừa, tông thất Phúc Côn, Sùng Lễ, Dụ Đức
- quyển 441 liệt truyện nhị bách nhị thập bát Phan Tổ Ấm, Lý Văn Điền, Tôn Di Kinh, Hạ Đồng Thiện, Trương Gia Tương, Trương Anh Lân, Trương Nhân Phủ, Trương Hanh Gia
- quyển 442 liệt truyện nhị bách nhị thập cửu Từ Thụ Minh, Tiết Doãn Thăng, tông thất Diên Hú, Uông Minh Loan, Chu Gia Mi, Chu Đức Nhuận, Hồ Duật Phân, Trương Ấm Hoàn
- quyển 443 liệt truyện nhị bách tam thập Tôn Gia Nãi, Trương Bách Hi, Đường Cảnh Sùng, Vu Thức Mai, Thẩm Gia Bản
- quyển 444 liệt truyện nhị bách tam thập nhất Hoàng Thể Phương, tông thất Bảo Đình, tông thất Thịnh Dục, Trương Bội Luân, Đặng Thừa Tu, Từ Trí Tường
- quyển 445 liệt truyện nhị bách tam thập nhị Ngô Khả Độc, Chu Nhất Tân, Đồ Nhân Thủ, An Duy Tuấn, Văn Đễ, Giang Xuân Lâm
- quyển 446 liệt truyện nhị bách tam thập tam Quách Tung Đảo, Sùng Hậu, Tăng Kỉ Trạch, Tiết Phúc Thành, Lê Thứ Xương, Mã Kiến Trung, Lý Phượng Bao, Hồng Quân, Lưu Thụy Phân, Từ Thọ Bằng, Dương Nho
- quyển 447 liệt truyện nhị bách tam thập tứ Đinh Bảo Trinh, Lý Hãn Chương, Dương Xương Tuấn, Trương Thụ Thanh, Vệ Vinh Quang, Lưu Bỉnh Chương, Trần Sĩ Kiệt, Đào Mô, Lý Hưng Duệ, Sử Niệm Tổ
- quyển 448 liệt truyện nhị bách tam thập ngũ Đinh Nhật Xương, Biện Bảo Đệ, Đồ Tông Doanh, Lê Bồi Kính, Tung Tuấn, Tung Phiền, Biên Bảo Tuyền, Vu Ấm Lâm, Nhiêu Ứng Kì, Uẩn Tổ Dực
- quyển 449 liệt truyện nhị bách tam thập lục Tích Lương, Chu Phức, Lục Nguyên Đỉnh, Trương Tăng Dĩ, Dương Sĩ Tương, Phùng Hú
- quyển 450 liệt truyện nhị bách tam thập thất Lý Hạc Niên, Văn Bân, Nhâm Đạo Dong, Hứa Chấn Y, Ngô Đại Trừng
- quyển 451 liệt truyện nhị bách tam thập bát Lý Triêu Nghi, Đoàn Khởi, Đinh Thọ Xương, Tăng Kỉ Phượng, Thiết San, Quế Trung Hành, Lưu Hàm Phương, Du Trí Khai, Lý Dụng Thanh, Lý Kim Dong, Kim Phúc Tăng, Đồng Triệu Dong
- quyển 452 liệt truyện nhị bách tam thập cửu Hồng Nhữ Khuê, Dương Tông Liêm, Sử Phác, Thẩm Bảo Tĩnh, Chu Kì Ngang, Tông Nguyên Hãn, Từ Khánh Chương, Khoái Quang Điển, Trần Duật Thanh, Phan Dân Biểu, Đường Tích Tấn, Lâu Xuân Phiền
- quyển 453 liệt truyện nhị bách tứ thập Vinh Toàn, Thăng Thái, Thiện Khánh, Khánh Dụ, Trường Canh, Văn Hải, Phượng Toàn, Tăng Kì, Di Cốc
- quyển 454 liệt truyện nhị bách tứ thập nhất Lưu Cẩm Đường, Trương Diệu, Lưu Điển, Kim Thuận, Mục Đồ Thiện, Văn Lân
- quyển 455 liệt truyện nhị bách tứ thập nhị Đổng Phúc Tường, Kim Vận Xương, Hoàng Vận Bằng, Dư Hổ Ân, Quế Tích Trinh, Phương Hữu Thăng
- quyển 456 liệt truyện nhị bách tứ thập tam Mã Như Long, Hòa Diệu Tăng, Dương Ngọc Khoa, Thái Tiêu, Hạ Dục Tú, Hà Tú Lâm, Dương Quốc Phát, Trương Bảo Hòa
- quyển 457 liệt truyện nhị bách tứ thập tứ Tương Đông Tài, Lý Nam Hoa, Đổng Lý Cao, Ngưu Sư Hàn, Tào Đức Khánh, Mã Phục Chấn, Trình Văn Bỉnh, Phương Diệu
- quyển 458 liệt truyện nhị bách tứ thập ngũ Từ Diên Húc, Đường Quýnh, Hà Cảnh, Trương Triệu Đống
- quyển 459 liệt truyện nhị bách tứ thập lục Phùng Tử Tài, Tô Nguyên Xuân, Vương Đức Bảng, Mã Duy Kì, Tôn Khai Hoa, Âu Dương Lợi Kiến
- quyển 460 liệt truyện nhị bách tứ thập thất Tả Bảo Quý, Viên Vĩnh Sơn, Đặng Thế Xương, Lưu Bộ Thiềm, Đái Tông Khiên
- quyển 461 liệt truyện nhị bách tứ thập bát Tống Khánh, Mã Ngọc Côn, Y Khắc Đường A, Trường Thuận
- quyển 462 liệt truyện nhị bách tứ thập cửu Đinh Nhữ Xương, Vệ Nhữ Quý, Diệp Chí Siêu
- quyển 463 liệt truyện nhị bách ngũ thập Đường Cảnh Tung, Lưu Vĩnh Phúc
- quyển 464 liệt truyện nhị bách ngũ thập nhất Lý Đoan Phân, Từ Trí Tĩnh, Trần Bảo Châm, Hoàng Tuân Hiến, Tăng Hòa, Dương Thâm Tú, Dương Duệ, Lưu Quang Đệ, Đàm Tự Đồng, Đường Tái Thường, Lâm Húc, Khang Quảng Nhân
- quyển 465 liệt truyện nhị bách ngũ thập nhị Từ Đồng, Dụ Lộc, Dục Hiền
- quyển 466 liệt truyện nhị bách ngũ thập tam Từ Dụng Nghi, Hứa Cảnh Trừng, Viên Sưởng, Lập Sơn, Liên Nguyên
- quyển 467 liệt truyện nhị bách ngũ thập tứ Lý Bỉnh Hành, Niếp Sĩ Thành, La Vinh Quang, Viên Thọ Sơn, Phượng Tường
- quyển 468 liệt truyện nhị bách ngũ thập ngũ Sùng Khỉ, Đỗ Diên Mậu, Sắc Phổ Trưng Ngạch, Vương Ý Vinh, Bảo Phong, Thọ Phú, Tống Thừa Tường
- quyển 469 liệt truyện nhị bách ngũ thập lục Ân Minh, Đoan Phương, Tùng Thọ, Triệu Nhĩ Phong, Phùng Nhữ Quỳ, Lục Chung Kì
- quyển 470 liệt truyện nhị bách ngũ thập thất Chí Duệ, Lương Bật, Tái Mục, Văn Thụy, Hằng Linh, Phác Thọ, Tạ Bảo Thắng, Hoàng Trung Hạo
- quyển 471 liệt truyện nhị bách ngũ thập bát Thịnh Tuyên Hoài, Thụy Trừng
- quyển 472 liệt truyện nhị bách ngũ thập cửu Lục Nhuận Tường, Thế Tục, Y Khắc Thản, Lương Đỉnh Phân, Từ Phường, Lao Nãi Tuyên, Thẩm Tăng Thực
- quyển 473 liệt truyện nhị bách lục thập Trương Huân, Khang Hữu Vi
- quyển 474 liệt truyện nhị bách lục thập nhất Ngô Tam Quế, Cảnh Tinh Trung, Thượng Chi Tín, Tôn Diên Linh
- quyển 475 liệt truyện nhị bách lục thập nhị Hồng Tú Toàn
- quyển 476 liệt truyện nhị bách lục thập tam Tuần lại nhất: Bạch Đăng Minh, Tống Tất Đạt, Trương Mộc, Trần Nhữ Hàm, Mậu Toại, Diêu Văn Tiếp, Lạc Chung Lân, Triệu Cát Sĩ, Trương Cẩn, Giang Cao, Thiệu Tự Nghiêu, Thôi Hoa, Lưu Khải, Đào Nguyên Thuần, Liệu Ký Hanh, Đông Quốc Lung, Lục Sư
- quyển 477 liệt truyện nhị bách lục thập tứ Tuần lại nhị: Trần Đức Vinh, Nhuế Phục Truyền, Diêm Nghiêu Hi, Lam Đỉnh Nguyên, Diệp Tân, Trần Khánh Môn, Chu Nhân Long, Đồng Hoa, Lý Vị, Tạ Trọng Huân, Ngưu Vận Chấn, Thiệu Đại Nghiệp, Chu Khắc Khai, Uông Huy Tổ, Lưu Đại Thân
- quyển 478 liệt truyện nhị bách lục thập ngũ Tuần lại tam: Trương Cát An, Cung Cảnh Hãn, Cái Phương Bí, Lý Canh Vân, Y Bình Thụ, Địch Thượng Quýnh, Lý Văn Canh, Lưu Thể Trọng, Trương Kì, Lưu Hành, Diêu Giản Chi, Vương Triệu Khiêm, Quế Siêu Vạn
- quyển 479 liệt truyện nhị bách lục thập lục Tuần lại tứ: Từ Đài Anh, Ngưu Thụ Mai, Lưu Bỉnh Lâm, Lý Bỉnh Đào, Khoái Đức Mô, Phương Đại Thực, Dương Vinh Tự, Vương Nhân Phúc, Lãnh Đỉnh Hanh, Tôn Bảo Điền, Đồ Quan Tuấn, Trương Khải, Vương Nhân Kham
- quyển 480 liệt truyện nhị bách lục thập thất Nho lâm nhất: Tôn Kì Phùng, Hoàng Tông Hi, Vương Phu Chi, Lý Ngung, Thẩm Quốc Mô, Vương Triêu Thức, Tạ Văn Tiến, Thang Kì Nhân, Tống Chi Thịnh, Đặng Nguyên Xương, Cao Dũ, Thang Chi Kĩ, Trương Hạ, Ngô Viết Thận, Lục Thế Nghi, Trương Lý Tường, Hà Nhữ Lâm, Lăng Khắc Trinh, Đồ An Thế, Trịnh Hoành, Thẩm Quân, Lưu Chước, Ứng Huy Khiêm, Chu Hạc Linh, Phạm Hạo Đỉnh, Bạch Hoán Thải, Hồ Thừa Nặc, Tào Bản Vinh, Lưu Nguyên Lục, Nhan Nguyên, Lý Cung, Diêu Bao, Lý Lai Chương, Đậu Khắc Cần, Lý Quang Pha, Trang Hanh Dương, Vương Mậu Hồng, Lý Mộng Cơ, Hồ Phương, Lao Sử, Uông Giám, Cố Đống Cao, Mạnh Siêu Nhiên, Uông Phất, Diêu Học Sảng, Đường Giám, Ngô Gia Tân, Lưu Hi Tái, Chu Thứ Kì, Thành Nhụ, Thiệu Ý Thần
- quyển 481 liệt truyện nhị bách lục thập bát Nho lâm nhị: Cố Viêm Vũ, Trương Nhĩ Kì, Vạn Tư Đại, Hồ Vị, Mao Kì Linh, Diêm Nhược Cừ, Huệ Chu Dịch, Trần Hậu Diệu, Tang Lâm, Nhâm Khải Vận, Toàn Tổ Vọng, Thẩm Đồng, Giang Vĩnh, Trữ Dần Lượng, Lô Văn Siêu, Tiền Đại Hân, Vương Minh Thịnh, Đái Chấn, Đoàn Ngọc Tài, Tôn Chí Tổ, Lưu Đài Củng, Khổng Quảng Sâm, Thiệu Tấn Hàm, Vương Niệm Tôn, Uông Trung, VŨ Ức, Trang Thuật Tổ, Thích Học Tiêu, Đinh Kiệt, Tôn Tinh Diễn, Vương Sính Trân, Lăng Đình Kham, Quế Phức, Giang Thanh, Tiền Đại Chiêu
- quyển 482 liệt truyện nhị bách lục thập cửu Nho lâm tam: Mã Tông Liên, Trương Huệ Ngôn, Hác Ý Hành, Trần Thọ Kì, Hứa Tông Ngạn, Lã Phi Bằng, Nghiêm Khả Quân, Tiêu Tuần, Lý Phú Tôn, Hồ Thừa Củng, Lăng Thự, Lưu Phùng Lộc, Lôi Học Kì, Hồ Bồi Huy, Lưu Văn Kì, Đinh Yến, Vương Quân, Tăng Chiêu, Liễu Hưng Ân, Trần Lễ, Trịnh Trân, Lưu Bảo Nam, Long Khải Thụy, Trần Lập, Trần Hoán, Hoàng Thức Tam, Du Việt, Vương Khải Vận, Vương Tiên Khiêm, Tôn Di Nhượng, Trịnh Cảo
- quyển 483 liệt truyện nhị bách thất thập Nho lâm tứ: Khổng Ấm Thực, Khổng Hưng Tiếp, Khổng Dục Kì, Khổng Truyền Đạc, Khổng Quảng Khải, Khổng Chiêu Hoán, Khổng Hiến Bồi, Khổng Khánh Dong, Khổng Phồn Hạo, Khổng Tường Kha, Khổng Lệnh Di
- quyển 484 liệt truyện nhị bách thất thập nhất Văn uyển nhất: Ngụy Hi, Lương Phần, Hầu Phương Vực, Thân Hàm Quang, Ân Nhạc, Ngô Gia Kỉ, Tiền Khiêm Ích, Ngô Vĩ Nghiệp, Tống Uyển, Thi Nhuận Chương, Vương Sĩ Lộc, Vương Bình, Trương Đốc Khánh, Từ Dạ, Trần Cung Doãn, Ngô Văn Vĩ, Vương Chuẩn, Phùng Ban, Hồ Thừa Nặc, A Thập Viên, Uông Uyển, Kế Đông, Bành Tôn Duật, Chu Di Tôn, Vưu Đồng, Trần Duy Tung, Phan Lỗi, Từ Gia Viêm, Vạn Tư Đồng, Lưu Hiến Đình, Thiệu Viễn Bình, Kiều Lai, Lục Nhu, Bàng Khải, Lục Kì, Tôn Chi Úy, Đinh Vĩ, Hoàng Dữ Kiên, Ngô Văn, Mai Thanh, Phùng Cảnh, Khương Thần Anh, Tinh Đức, Văn Chiêu, Triệu Chấp Tín, Hoàng Nghi, Tra Thận Hành, Sử Thân Nghĩa, Cố Trần Tự, Hà Chước, Đái Danh Thế
- quyển 485 liệt truyện nhị bách thất thập nhị Văn uyển nhị: Chư Cẩm, Lệ Ngạc, Vương Tuấn, Hà Mộng Dao, Lưu Đại Khôi, Lý Khải, Thẩm Bình Chấn, Tào Nhân Hổ, Hồ Thiên Du, Viên Mai, Vương Hựu Tăng, Thiệu Tề Đảo, Từ Văn Tĩnh, Chu Sĩ Tú, Tưởng Sĩ Thuyên, Triệu Dực, Nghiêm Trường Minh, Chu Quân, Ông Phương Cương, Diêu Nãi, Tống Đại Tôn, Chương Học Thành, Kì Vận Sĩ, Phùng Mẫn Xương, Pháp Thực Thiện, Uẩn Kính, Lê Giản, Trương Sĩ Nguyên
- quyển 486 liệt truyện nhị bách thất thập tam Văn uyển tam: Trương Chú, Mạc Dữ Trù, Lục Kế Lộ, Hồng Di Huyên, Đặc Hiển Hạc, Chu Tế, Từ Tùng, Lý Triệu Lạc, Tiền Nghi Cát, Bao Thế Thần, Diêu Xuân, Trương Giám, Hoàng Dịch, Đổng Hựu Thành, Du Chính Tiếp, Phan Đức Dư, Trương Duy Bình, Mai Tăng Lượng, Thang Bằng, Cung Củng Tộ, Ngụy Nguyên, Phương Đông Thụ, Tô Đôn Nguyên, Đái Quân Hành, Lỗ Nhất Đồng, Đàm Oánh, Ngô Mẫn Thụ, Chu Thọ Xương, Bân Lương, Hà Thiệu Cơ, Phùng Quế Phân, Lý Từ Minh, Trương Dụ Chiêu, Ngô Nhữ Luân, Lâm Thư
- quyển 487 liệt truyện nhị bách thất thập tứ Trung nghĩa nhất: Đặc Âm Châu, Cố Sơn, Nạp Mật Đạt, Thư Ninh A, Mục Hộ Tát, Sách Nhĩ Hòa Nặc, Tịch Nhĩ Thái, Trác Nạp, Giác La Ngạc Bác Huệ, Đồng A Nhĩ, Đổng Đình Nguyên, Thường Đỉnh, Cách Bố Khố, Tế Tam, Đôn Đạt Lý, Hứa Hữu Tín
- quyển 488 liệt truyện nhị bách thất thập ngũ Trung nghĩa nhị: Chu Quốc Trị, Dương Ứng Ngạc, Chu Đại Sinh, Dương Tam Tri, Lưu Gia Du, Cao Thiên Tước, Lý Thành Công, Kê Vĩnh Nhân, Diệp Hữu Đĩnh, Đái Ki, Lưu Khâm Lân, Kha Vĩnh Thăng, Lưu Côn, La Minh Tự
- quyển 489 liệt truyện nhị bách thất thập lục Trung nghĩa tam: tông thất Hằng Bân, Nghê Quốc Chính, Triệu Văn Triết, Tào Vĩnh Ngân, Hà Đạo Thâm, Thẩm Tề Nghĩa, Ôn Mô, Thang Đại Khuê, Hùng Ân Phất, Tống Như Xuân, Tiêu Thủy Thanh, Vương Hành Kiệm, Tả Quan Lan, Đổng Ninh Xuyên, Hàn Gia Nghiệp, Diệp Hòe, Mao Đại Doanh, Trương Đại Bằng, Dương Đường, Tăng Ngải, La Giang Thái, Hoắc Vĩnh Thanh, Cường Khắc Tiệp, tông thất Dịch Mi, Cảnh Hưng, Vương Đỉnh Minh, Lã Chí Hằng, Dương Diên Lượng, Sư Trường Trị
- quyển 490 liệt truyện nhị bách thất thập thất Trung nghĩa tứ: Trương Tích Vanh, Vương Đông Hòe, Chu Ngọc Hành, Minh Thiện, Từ vinh, Quách Phái Lâm, Chu Quân, Tiêu Hàn Khánh, Hoàng Phụ Tướng, Khổng Chiêu Từ, Từ Hiểu Phong, Viên Tích Mậu, Dương Mộng Nham, Đặng Tử Viên, Hầu Vân Đăng, Hoàng Đỉnh, Trần Nguyên Duyện, Thụy Xuân, Liệu Tông Nguyên, Lưu Thể Thư, Lý Bảo Hành, Đạm Thụ Kì, Trữ Nhữ Hàng, Trữ Mai Cung, Lý Hạnh Xuân, Chu Thiện Bảo, Trang Dụ Tung
- quyển 491 liệt truyện nhị bách thất thập bát Trung nghĩa ngũ: Vương Thục Nguyên, Thụy Lân, Lưu Kế Tổ, Lưu Tác Túc, Thẩm Diễn Khánh, Lý Phúc Bồi, Vương Ân Thụ, Lý Hữu Văn, Lý Nguyên, Trần Tiếu Nghi, Viên Tổ Đức, Vu Tùng, Thượng Na Bố, Đường Trị, Lâm Nguyên Ân, Tất Đại Ngọc, Tạ Tử Trừng, Văn Dĩnh, Trường Tích Công, Mạo Phân, Thi Tác Lâm, Hàn Thể Chấn, Tương Gia Cốc, Đặng Lính Quân, Thừa Thuận, Thác Khắc Thanh A, Phùng Nguyên Cát, Bình Nguyên, Trương Bảo Hoa, Vương Tứ, Chu Lai Dự, Dư Bảo Côn, Vương Nhữ Quỹ
- quyển 492 liệt truyện nhị bách thất thập cửu Trung nghĩa lục: Trai Thanh A, Đồng Thiêm Vân, Tiêu Tiệp Tam, Thái Ứng Long, Tiêu Ý Văn, Lại Cao Tường, Lưu Đức Lượng, Trần Đại Phú, Trần Vạn Thăng, Vương Chi Kính, Trần Trung Đức, Hoàng Kim Hữu, Thái Đông Tường, Trâu Thượng Nguyên, Hác Thượng Tường, Trương Ngộ Tường, Tào Nhân Mĩ, Mao Khắc Khoan, Điền Hưng Kì, Mã Định Quốc
- quyển 493 liệt truyện nhị bách bát thập Trung nghĩa thất Trương Kế Canh, Triệu Chấn Tộ, Mã Thiện, Trần Khắc Gia, Tang Thư Thanh, Mã Tam Tuấn, Ngô Đình Hương, Tôn Gia Thái, Giang Đồ Khổn, Bành Thọ Di, Trần Giới Mi, Đường Thủ Trung, Ngô Sơn, Du Hỗn, Trương Tuân, Uông Sĩ, Ba Lập Thân, Vương Ngọc Văn, Tôn Văn Đức, La Chính Nhân, Trần Cảnh Thương, Hà Lâm, Kiển Ngạc, Triệu Quốc Chú, Tống Hoa Tung, Bá Tích Nhĩ
- quyển 494 liệt truyện nhị bách bát thập nhất Trung nghĩa bát: Diêu Hoài Tường, Vi Phùng Giáp, Mạch Đình Chương, Vi Ấn Phúc, Long Nhữ Nguyên, Văn Phong, Ân Minh Hằng, Cáo Thiện Kế, Lâm Vĩnh Thăng, Lý Đại Bản, Hoàng Tổ Liên
- quyển 495 liệt truyện nhị bách bát thập nhị Trung nghĩa cửu: tông thất Dịch Công, Tùng Lâm, Sùng Thọ, Cung Ngọc Sâm, Tống Xuân Hoa, Mã Phúc Lộc, Dương Phúc Đồng, Ngô Đức Túc, Thành Triệu Lân
- quyển 496 liệt truyện nhị bách bát thập tam Trung nghĩa thập: Lưu Tích Kì, Quế Ấm, Trương Cảnh Lương, Chu Phi Bằng, Tùng Hưng, tông thất Đức Hỗ, Dương Điều Nguyên, Đức Duệ, Bì Nhuận Phác, Trương Nghị, Hỉ Minh, Đàm Chấn Đức, Trần Chính Thi, La Trường Ngâm, Ngô Dĩ Cương, Khuê Vinh, Vương Dục Giang, Thế Tăng, Chung Lân Đồng, Vương Chấn Kì, Trương Gia Ngọc, Trần Triệu Đường, Trường Đức Nhuận, Trường Chân Đức, Lai Tú, Định Huyên, Vương Hữu Hoành, Thịnh Thành, Quế Thành, Cao Khiêm, Hoàng Vi Hùng, Quý Lâm, Ngạch Đặc Tinh Ngạch, Ngọc Nhuận, Lao Khiêm Quang, Trương Trình Cửu, Vương Văn Vực, Trương Truyền Khải, Lương Tế, Giản Thuần Trạch, Vương Quốc Duy
- quyển 497 liệt truyện nhị bách bát thập tứ Hiếu nghĩa nhất: Chu Dụng Thuần, ngô phiền Xương, Chu Tĩnh, Cảnh Diệu, Cảnh Phụ, Lý Cảnh Liêm, Uông Hạo, Hoàng Nông, Tào Hanh, Trịnh Minh Doãn, Lưu Tông Thù, Hà Phục Hán, Hứa Quý Giác, Lôi Hiển Tông, Triệu Thanh, Vinh Liên, Tiết Văn, Tào Hiếu Đồng, Đinh Lý Dự, Chung Bảo, Giác La Sắc Nhĩ Đại, Vương Lân Thụy, Lý Thịnh Sơn, Lý Khổn, Hề Tập Doanh, Chu Sĩ Tấn, Hoàng Hữu Tắc, Vương Thượng Nghị, Hồ Anh, Lý Tam, Trương Mộng Duy, Nhạc Thái Hi, Đổng Thịnh Tổ, Từ Thủ Nhân, Lý Phượng Tường, Mão Quan Thành, Cát Đại Tân, Lã Hiệu Phu, Vương Tử Minh, Trương Nguyên Hàn, Du Hồng Khánh, Khương Dung, Thang Uyên, Ngụy Hưng, Đái Triệu Bổn, Phan Chu Đại, Trương Hoài, Hồ Kì Ái, Trương Tam Ái, Dương Mộng Ích, Hạ sĩ Hữu, Bạch Trường Cửu, Quách Vi Nhi, Đổng A Hổ, Trương Khất Nhân, Tịch Mộ Khổng, Thôi Trường Sinh
- quyển 498 liệt truyện nhị bách bát thập ngũ Hiếu nghĩa nhị: Lô Tất Thăng, Lý Ứng Kì, Lý Trung Đức, Trương Văn Linh, Lê An Lý, Dịch Lương Đức, Phương Lập Lễ, Đinh Thế Trung, Uông Lương Tự, Giả Tích Thành, Vương Trường Tộ, Lê Hưng Lý, Lý Chí Thiện, Tiền Hiếu Tắc, Nhâm Ngộ Hanh, Lục Quốc An, Từ Thủ Chất, Hoàng Giản, Trình Nguyên Học, Úc Bao, Diêu Dịch Tu, Hồ Mộng Trĩ, Hạ Thượng Lâm, Trần Gia Mô, Lâm Trường Quý, Thích Ngao Ngôn, Lý Kính Tễ, Trương Đại Quan, Trương Sĩ Nhân, Phan Mi, Lưu Hi Hướng, Thẩm Tự Thụ, Phùng Phúc Cơ, Hoàng Hướng Kiên, Lý Trừng, Lưu Hiến Dục, Triệu Vạn Toàn, Lưu Long Quang, Lý Phương Hi, Đường Triệu Ngu, Mậu Sĩ Nghị, Lục Thừa Kì, Uông Long, Trương Đảo, Chu Thọ Mệnh, Phan Thiên Thành, Ông Vận Hòe, Dương Sĩ Tuyển, Từ Đại Trung, Thẩm Nhân Nghiệp, Ngụy Thụ Đức, Lý Nhữ Khôi, Trịnh Lập Bản, Lý Học Đồng, Đổng Sĩ Nguyên, Lý Phục Tân, Đảng Quốc Hổ, Nghiêm Đình Toản, Lục Khởi Côn, Ngu Nhĩ Vong, Hoàng Hồng Nguyên, Vương Ân Vinh, Dương Hiến Hằng, Nhâm Kị Mã, Lý Cự Huân, Nhâm Tứ, Vương Quốc Lâm, Lam Trung
- quyển 499 liệt truyện nhị bách bát thập lục Hiếu nghĩa tam: Nhạc Tiến, Trương Ngao, Hoàng Học Chu, Ngô Bá Tông, Tiền Thiên Nhuận, Tiêu Lương Xương, Lý Cửu, Trương Mỗ, Trình Hàm Quang, Trần Phúc, Nhâm Thiên Đốc, Triệu Nhất Quế, Dương Nghệ, Lý Tấn Phúc, Chu Vĩnh Khánh, Vương Mỗ, Trương Anh, Quách Thị Phó, Hồ Mục Mạnh, Uyển Lượng, Dương Việt, Ngô Hồng Tích, Hà Du, Trình Tăng, Lý Ứng Bốc, Tắc Lặc, Vương Liên, Lê Đồng, Triệu Lung, Tưởng Kiên, Lý Lâm Tôn, Cao Đại Hạo, Hứa Sở Vọng, Hình Thanh Nguyên, Phượng Thụy, Phương Nguyên Hành, Diệp Thành Trung, Dương Tư Thịnh, Vũ Huấn, Lã Liên Châu
- quyển 500 liệt truyện nhị bách bát thật thất Di dật nhất: Lý Thanh, Lương Dĩ Chương, Diêm Nhĩ Mai, Trịnh Dữ Kiều, Tào Nguyên Phương, Trang Nguyên Thần, Lý Trường Tường, Lục Vũ, Phương Dĩ Trí, Tiền Trừng Chi, Uẩn Nhật Sơ, Quách Kim Đài, Chu Chi Du, Thẩm Quang Văn, Ngô Tổ Tích
- quyển 501 liệt truyện nhị bách bát thật bát Di dật nhị: Lý Khổng Chiêu, Lưu Vĩnh Tích, Từ Phương, Cố Nhu Khiêm, Mạo Tương, Kì Ban Tôn, Uông Phong, Dư Tăng Viễn, Phó Sơn, Phí Mật, Vương Hoằng Soạn, Đỗ Tuấn, Quách Đô Hiền, Lý Thế Hùng, Đàm Thiên
- quyển 502 liệt truyện nhị bách bát thập cửu Nghệ thuật nhất: Ngô Hữu Tính, Dụ Xương, Trương Lộ, Trương Chí Thông, Kha Cầm, Diệp Quế, Từ Đại Xuân, Ngô Khiêm, Xước Nhĩ Tế, Lục Mậu Tu, Tưởng Bình Giai, Chương Phàn Quế, Lưu Lộc
- quyển 503 liệt truyện nhị bách cửu thập Nghệ thuật nhị: Vương Chú, Vương Văn Trị, Lương Nghiễn, Lương Đồng Thư, Đặng Thạch Như, Ngô Hi Tái
- quyển 504 liệt truyện nhị bách cửu thập Nghệ thuật tam: Vương Thì Mẫn, Trần Hồng Thụ, Thích Đạo Tế, Vương Huy, Uẩn Cách, Cung Hiền, Cao Kì Bội, Trương Bằng Trưng, Đường Đại, Hoa Nham, Vương Học Hạo
- quyển 505 liệt truyện nhị bách cửu thập Nghệ thuật tứ: Vương Lai Hàm, Trữ Sĩ Bảo, Phùng hành Trinh, Cam Phượng Trì, Tào Trúc Trai, Giang Chi Đồng, Lương Cửu, Trương Liên, Lưu Nguyên, Đường Anh, Đái Tử, Đinh Thủ Tồn, Từ Thọ
- quyển 506 liệt truyện nhị bách cửu thập Trù nhân nhất: Tiết Phượng Tộ, Đỗ Tri Canh, Cung Sĩ Yên, Vương Tích Xiển, Phan Sanh Chương, Phương Trung Thông, Yết Huyên, Mai Văn Đỉnh, Mai Dĩ Yên, Mai Thành, Mai Phương, Mai Văn Nãi, Mai Văn Mịch, Minh An Đồ, Minh Tân, Trần Tế Tân, Lưu Tương Khuể, Vương Nguyên Khải, Chu Hồng, Bác Khải, Hứa Như Lan
- quyển 507 liệt truyện nhị bách cửu thập Trù nhân nhị: Lý Hoàng, Uông Lai, Trần Kiệt, Triệu Khánh, Phúc Hi, Thì Viết Thuần, Lý Duệ, Ứng Nam, Lạc Đằng Phượng, Hạng Danh Đạt, Vương Đại Hữu, Đinh Thủ Trung, Tích Phiền, Tạ Gia Hòa, Ngô Gia Thiện, La Sĩ Lâm, Dịch Chi Hãn, Cố Quan Quang, Ứng Bệ, Tả Tiềm, Tăng Kỉ Hồng, Hạ Loan Tường, Trâu Bá Kì, Lý Thiện Lan, Hoa Hành Phương
- quyển 508 liệt truyện nhị bách cửu thập Liệt nữ nhất
- quyển 509 liệt truyện nhị bách cửu thập Liệt nữ nhị
- quyển 510 liệt truyện nhị bách cửu thập Liệt nữ tam
- quyển 511 liệt truyện nhị bách cửu thập Liệt nữa tứ
- quyển 512 liệt truyện nhị bách cửu thập Thổ ti nhất: Hồ Quảng
- quyển 513 liệt truyện tam bách Thổ ti nhị: Tứ Xuyên
- quyển 514 liệt truyện tam bách nhất Thổ ti tam: Vân Nam
- quyển 515 liệt truyện tam bách nhị Thổ ti tứ: Quý Châu
- quyển 516 liệt truyện tam bách tam Thổ ti ngũ: Quảng Tây
- quyển 517 liệt truyện tam bách tứ Thổ ti lục: Cam Túc
- quyển 518 liệt truyện tam bách ngũ Phiên bộ nhất: Khoa Nhĩ Thấm bộ, Trát Lãi Đặc bộ, Đỗ Nhĩ Bá Đặc bộ, Quách Nhĩ La Tư bộ, Khách Lạt Thấm bộ, Thổ Mặc Đặc bộ
- quyển 519 liệt truyện tam bách lục Phiên bộ nhị: Ngao Hán bộ, Nại Mạn bộ, Ba Lâm bộ, Trát Lỗ Đặc bộ, A Lỗ Khoa Nhĩ Thấm bộ, Ông Ngưu Đặc bộ, Khắc Thập Khắc Đằng bộ, Khách Nhĩ Khách Tả Dực bộ, Ô Châu Mục Thấm bộ, Hạo Tề Đặc Tô Ni Đặc bộ, A Ba Cát bộ, A Ba Cáp Nạp Nhĩ bộ
- quyển 520 liệt truyện tam bách thất Phiên bộ tam: Tứ Tử Vương bộ lạc, Mậu Minh An bộ, Khách Nhĩ Khách Hữu Dực bộ, Ô Lạt Đặc bộ, Ngạc Nhĩ Đa Tư bộ, A Lạp Thiện bộ, Ngạch Tể Nột bộ
- quyển 521 liệt truyện tam bách bát Phiên bộ tứ: Khách Nhĩ Khách Thổ Tạ Đồ Hãn bộ, Khách Nhĩ Khách Xa Thần Hãn bộ, Khách Nhĩ Khách Tái Âm Nặc Nhan bộ, Khách Nhĩ Khách Trát Tát Khắc Đồ Hãn bộ
- quyển 522 liệt truyện tam bách cửu Phiên bộ ngũ: Thanh Hải Ngạch Lỗ Đặc bộ
- quyển 523 liệt truyện tam bách thập Phiên bộ lục: Đỗ Nhĩ Bá Đặc bộ, Cựu Thổ Nhĩ Hỗ Đặc bộ, Tân Thổ Nhĩ Hỗ Đặc bộ, Hòa Thạc Đặc bộ
- quyển 524 liệt truyện tam bách thập nhất Phiên bộ thất: Đường Nỗ Ô Lương Hải, A Nhĩ Thái Ô Lương Hải, A Nhĩ Thái Não Nhĩ Ô Lương Hải
- quyển 525 liệt truyện tam bách thập nhị Phiên bộ bát: Tây Tạng
- quyển 526 liệt truyện tam bách thập tam Thuộc quốc nhất: Triều Tiên, Lưu Cầu
- quyển 527 liệt truyện tam bách thập tứ Thuộc quốc nhị: Việt Nam
- quyển 528 liệt truyện tam bách thập ngũ Thuộc quốc tam: Miến Điện, Xiêm La, Nam Chưởng, Tô Lộc
- quyển 529 liệt truyện tam bách thập lục Thuộc quốc tứ: Khuếch Nhĩ Khách, Hạo Hãn, Bố Lỗ Đặc, Cáp Tát Khắc, An Tập Diên, Mã Nhĩ Cát Lãng, Na Mộc Can, Tháp Thập Can, Ba Đạt Khắc Sơn, Bác La Nhĩ, A Phú Hãn, Khảm Cự Đề

## Đóng góp trong việc nghiên cứu lịch sử Việt Nam
Trong phần lời tựa của Liệt truyện Thuộc quốc, Thanh sử cảo tóm tắt mối quan hệ bang giao giữa Trung Quốc với các nước lân bang, trong đó có Việt Nam:
Năm thứ 9 (1652), Xiêm La (暹羅), năm thứ 17 (1660), An Nam (安南), lần lượt quy phục... Thời Hàm (咸), Đồng (同), nội loạn liên miên, chinh phạt hơn 10 năm, tuy dẹp yên được đại loạn nhưng quốc lực suy kiệt, không còn sức lo việc xa... Còn Việt Nam (越南), Triều Tiên (朝鮮) chính sự rối ren, triều đình vốn giữ chính sách kiềm chế lỏng lẻo với thuộc quốc, không can thiệp nội chính, hưng suy trị loạn chỉ đứng nhìn, đến nỗi Việt Nam mất vào tay Pháp... Trong các cuộc chiến ở Việt Nam và Triều Tiên, Trung Quốc đều đưa quân, nhưng hòa chiến bất định, quốc uy tiêu tan, rào cản bị phá, nhà chính nguy ngập, ngoại địch áp sát, nội loạn nổi lên, mối quan hệ giữa thuộc quốc và quốc gia là như vậy.
Quyển 527 dành riêng để nói về Việt Nam. Thanh sử cảo là bộ chính sử Trung Quốc duy nhất trong Nhị thập tứ sử dùng tên gọi Việt Nam cho nước ta. Các quyển khác như Tống sử gọi Giao Chỉ, Nguyên sử và Minh sử gọi An Nam.
Liệt truyện ghi chép các sự kiện bang giao giữa nước ta và Trung Quốc, bắt đầu từ đầu niên hiệu Thiệu Trị (1643) khi Mạc Kính Diệu sang sứ sang cầu phong. Đến năm 1660, vua Lê Thần Tông chính thức sai sứ sang Trung Quốc xin phong. Liệt truyện kết thúc sau khi hòa ước Thiên Tân ký kết năm 1885, Việt Nam bị Pháp đô hộ.
Phần đầu Liệt truyện nói về các sự kiện bang giao giữa nhà Lê Trung hưng và nhà Mạc với nhà Thanh. Phần giữa nói về nhà Tây Sơn và việc bang giao giữa nhà Tây Sơn với nhà Thanh sau chiến tranh. Liệt truyện ghi chi tiết và nhiều sự kiện về vua Quang Trung và thái độ yêu mến hiếm có của Càn Long với nhà vua Tây Sơn. Phần sau Liệt truyện nói về bang giao giữa nhà Nguyễn và nhà Thanh, liệt kê nhiều sự kiện liên quan tới quân cờ đen của Lưu Vĩnh Phúc và sự can thiệp quân sự của Trung Quốc ở Bắc Kỳ để chống lại quân Pháp.